# Weserdurchbruch 1981

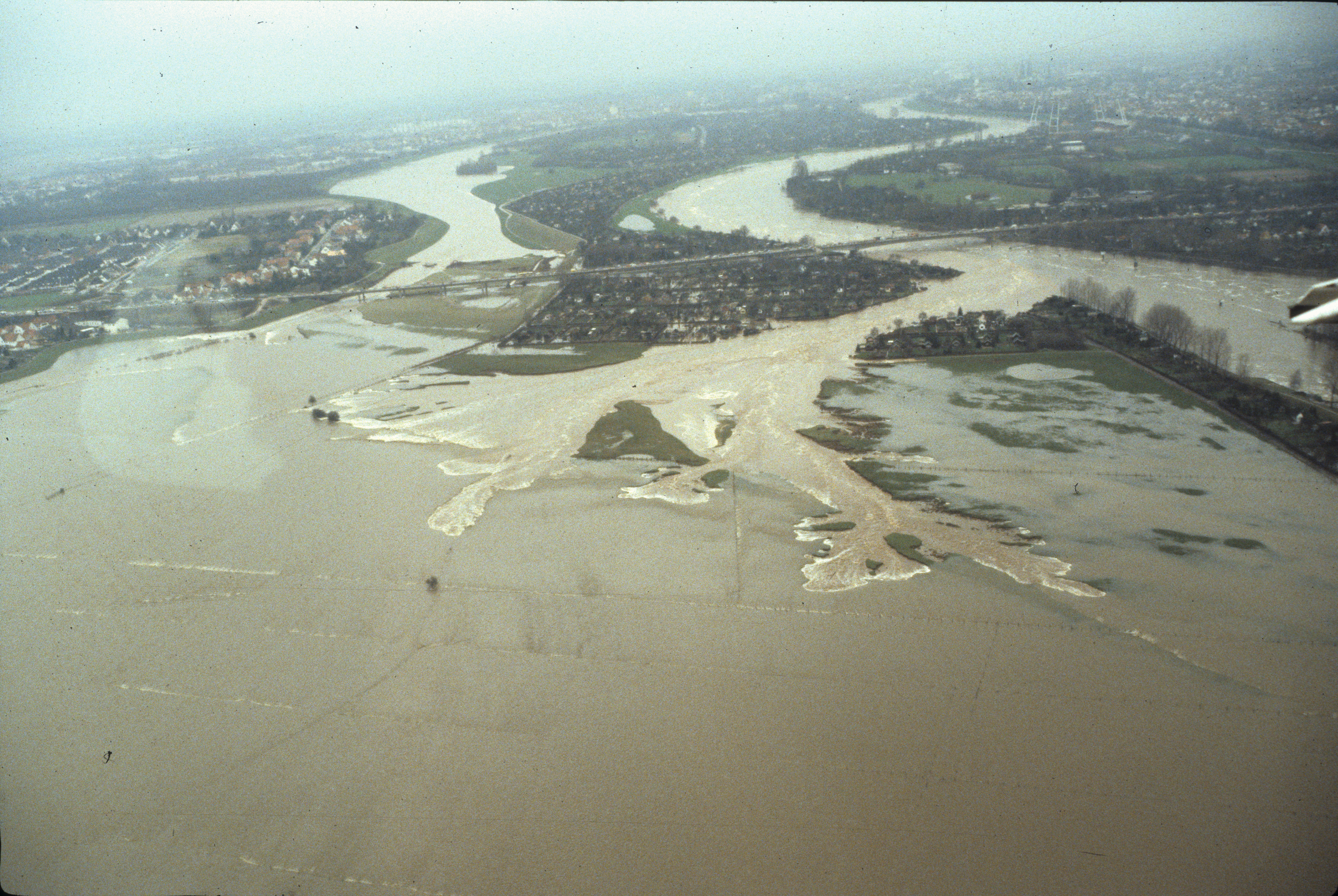
Im Hochwasser-Entlastungsgebiet des Weserwehrs entwickelt sich durch rückschreitende Erosion eine neue Abflussrinne durch ein Kleingartengebiet, die Wehranlage wird linksseitig umströmt, Blick Richtung Nord

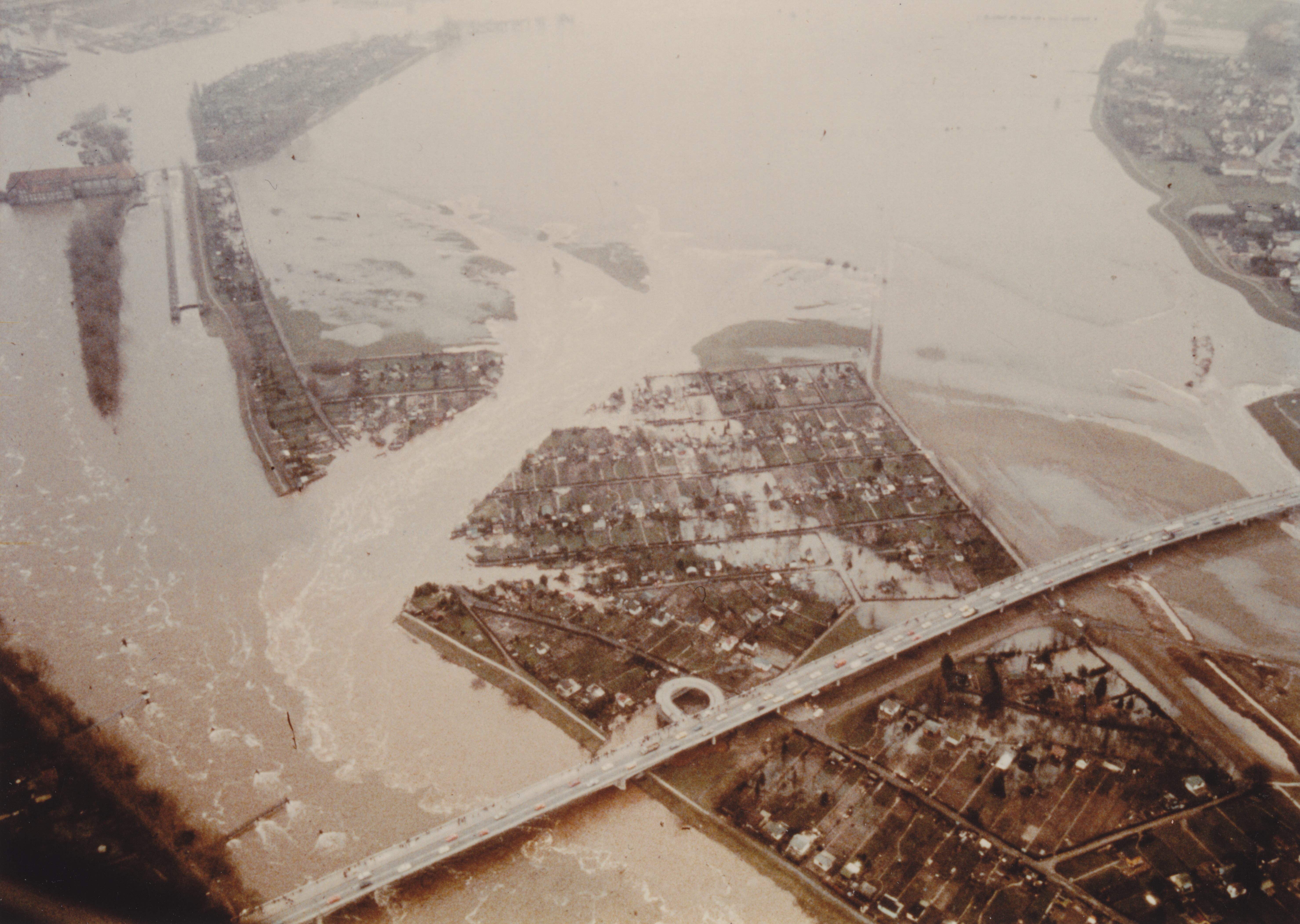
Blick Richtung Osten auf die heutige Karl-Carstens-Brücke (Vordergrund), den Hochwasserabfluss der Weser nach dem Durchbruch der Verwallung. Oben links die alte Schleuse mit dem Krafthaus, Blick Richtung Ost

Der Weserdurchbruch im März 1981 ereignete sich in der nordwestdeutschen Stadt Bremen und war ein räumlich vergleichsweise eng begrenztes Hochwasserereignis. Durch seine Intensität und die umfänglichen städtebaulichen Umgestaltungen, die es nach sich zog, nimmt es jedoch eine fortbestehende Bedeutung in der Stadtgeschichte ein. Die Überschwemmung wird als Kulminations- und nördlicher Endpunkt einer geographisch weitgefassten Hochwasserlage angesehen, die zu jener Zeit den Lauf von Ober- und Mittelweser sowie einige ihrer Quell- und Nebenflüsse dominierte. Durch Regen und Schneeschmelzen ausgelöste Hochflut-Scheitel der Weser und ihres Nebenflusses Aller vereinigten sich bei Verden. In Bremen traf das Hochwasser an einer neuralgischen Flussbiegung auf das nur eingeschränkt steuerbare Weserwehr mit dadurch deutlich reduziertem Abflussquerschnitt und suchte sich stattdessen ein neues Bett. Im Zuge dessen entstanden zwei Sommerdeichbrüche unmittelbar ober- und unterhalb des Wehres. Über 120 Kleingärten wurden zerstört und massive landschaftliche Schäden verursacht. Die Parzellen lagen zwar im vorgesehenen Überfüllungsgebiet und die Flut hielt sich auch in dessen Rahmen, doch kaum jemand hatte damit gerechnet, dass eine Überschwemmung derartigen Ausmaßes „von oben“ – also als Binnenhochwasser – zu erwarten wäre. Sämtliche Deichbaumaßnahmen waren bis dahin darauf ausgerichtet gewesen, die Kleingärtner vor Sturmfluten von See her zu bewahren.
Unter dem Eindruck des Weserdurchbruches entwarfen die zuständigen Behörden ein neues Hochwasserleitkonzept für die betroffenen Bereiche, das in den darauffolgenden Jahren sukzessive umgesetzt wurde. Verlegungen, Erweiterungen und Neuanlagen von Deichen, Straßen und Gewässern veränderten das Stadtbild nachhaltig.

## Eine Flut „von oben“

### Geographische Verortung

Gewässer und Deiche damals und heute

Im Wesentlichen betraf der Weserdurchbruch 1981 den südlichen Bremer Ortsteil Habenhausen, der dem Stadtteil Obervieland zugeordnet ist. Es kam allerdings auch zu landschaftlichen Schäden in anderen Ortsteilen. Habenhausen – ein damals noch nahezu ausschließlich von Wohnbebauung geprägtes Viertel – wird im Osten und Norden von der Weser begrenzt. Der Fluss beschreibt um den Ortsteil herum eine enge Biegung nach Westen, in der das Weserwehr liegt. Der alte, 1981 noch bestehende Bau wurde zwischen 1906 und 1911 errichtet, um den Gezeiten eine künstliche Grenze zu setzen und gleichzeitig durch eine Staustufe der Binnenschifffahrt einen Mindestwasserstand zu sichern. Er trennt die Mittel- von der Unterweser. Innerhalb dieses scharfen Flussknicks öffnet sich ein weites Gebiet mit Grünlandflächen und Kleingartengebieten, das heutzutage etwa ein Fünftel der Fläche Habenhausens einnimmt. In diesem Areal waren die schwersten Zerstörungen infolge der Flut zu verzeichnen. Das Gebiet ist von der Weser nur durch niedrige Sommerdeiche abgeschirmt; erst unmittelbar vor der regulären Wohnbebauung weiter südlich schützt ein Winterdeich die Häuser.
Mit der Werderbrücke (heute offiziell Karl-Carstens-Brücke, umgangssprachlich als Erdbeerbrücke bezeichnet) verfügt Habenhausen seit 1971 über eine lange Verbindung gen Norden in den zum Stadtteil Hemelingen gehörenden Ortsteil Hastedt. Am südlichen Fuß der Brücke befand sich 1981 ein markanter Knick im Winterdeich, auf den das Hochwasser mit voller Strömungsintensität drückte. Diese Stelle wurde später begradigt.
Das zweite bedeutende Gewässer Habenhausens ist der damals 2,7 Kilometer lange Werdersee. Er wurde zwischen 1953 und 1960 in Ost-West-Ausrichtung nach Plänen von Wilhelm Hübotter südlich des Stadtwerders als Flutrinne angelegt und endete 1981 etwa 180 Meter westlich der Brücke. Es war vorgesehen, dass der See Habenhausen vor Sturmfluten schützen sollte, falls an der weiter nördlich nahezu parallel fließenden Weser Deiche brechen. Darüber hinaus sollte er Hochwasser aufnehmen, die – wie der Weserdurchbruch – ihren Ausgangspunkt östlich im als Überfüllungsgebiet ausgewiesenen Weserknick haben. Der See reichte im Westen bis an den Deichschartweg, der auf einem kleinen Damm in Südwest-Nordost-Richtung verlief. Auf der anderen Seite des Damms schloss die Kleine Weser fort, ein kleiner Nebenarm der Weser. Lediglich durch einige kleine Durchlässe bestand eine Verbindung zwischen Werdersee und Kleiner Weser.

### Vorboten und hydrometeorologische Situation
Am 13. November 1980 wurde im linken Sektor des 1911 in Betrieb genommenen Bremer Weserwehrs eine routinemäßige Spülung der Wehrkammer durchgeführt. Dabei kam es zu einem Defekt, als der Sektor auf Grund fortgeschrittener Korrosion der Verriegelungskonstruktion die obere Endlage durchschlug und die Dichtungen zerstörte. Er konnte unmittelbar nach dem Schadensfall zurückgestellt werden, wodurch ein Auslaufen der Staustufe verhindert wurde. Bis zum 24. Dezember gleichen Jahres erneuerte man die beschädigten Dichtungen teilweise; eine Notverriegelung machte eine Steuerung des Sektors jedoch nach wie vor unmöglich. Als Folge trat ein schwerwiegendes Problem ein: Je mehr Wasser weserabwärts floss, desto stärker wurde fortan das funktionierende rechte Wehrfeld belastet, während gleichzeitig der Abfluss aber auch desto stärker abgebremst wurde. Berechnungen zufolge konnten nur noch 1.500 m³ Wasser pro Sekunde regulär abfließen.
In den ersten Märztagen des darauffolgenden Jahres strömte maritime Polarluft nach Deutschland und brachte leichte Regen- oder Schneefälle. Zu dieser Zeit lag die Höhe der Schneedecke im Harz geringfügig über dem langjährigen Mittel. Zwischen dem 6. und dem 11. März zogen mehrere Tiefausläufer in nordöstlicher Richtung über Deutschland hinweg, wodurch zunächst tropische Warmluft und ab dem 10. März abermals maritime Polarluft herbeigeführt wurde. Dabei traten teilweise lang anhaltende Regenfälle auf, die vom 9. bis zum 11. März besonders ergiebig waren (zum Beispiel im Raum Hameln oder mit 96 mm auf dem Kahlen Asten und 131 mm im Sankt Andreasberger Ortsteil Oderbrück) und zusammen mit einer raschen Schneeschmelze in den Mittelgebirgen – beispielsweise im Weserbergland und in der Rhön – die Weser- und Allerzuflüsse aus den Mittelgebirgen schnell zum Anschwellen brachten. Begünstigt durch die gestiegenen Temperaturen taute auch der Schnee im Harz fast vollständig ab. Die von den Bergen zuströmenden Wassermengen überschritten die vorgehaltenen Hochwasserspeicherräume der Eder- und der Diemeltalsperre; auch drei Stauseen im Westharz liefen über. Obgleich die Scheitelwelle der Fulda jener der Werra deutlich vorauslief, kam es bereits an der Oberweser zu beträchtlichen Überschwemmungen. Der Scheitelpunkt der Flut passierte den Weser-Pegel Hannoversch Münden am 12. März und erreichte am 14. März die Pegel in Vlotho und Porta Westfalica. Auch der Mittelweserraum war von der Hochwasserlage betroffen, insbesondere flussabwärts der Einmündung der ebenfalls Hochwasser führenden Aller. So ließ die immense Zufuhr den Abfluss der Weser auf Grenzwerte anschwellen, was dazu führte, dass die Bruchwiesen bei Thedinghausen überschwemmt wurden. Zunächst provozierte dies noch keine Pressemeldungen, da diese unbewohnten Gebiete des Öfteren zumindest teilweise unter Wasser standen. Zwischen dem 12. und 14. März brachten von Westen nach Osten ziehende Tiefausläufer weiteren Regen. Erst ab dem 15. März fiel bei deutlich gesunkenen Temperaturen nur noch wenig Niederschlag.

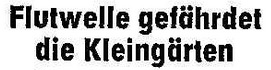
Erste Meldung über die drohende Gefahr

An einigen Stellen oberhalb Bremens gerieten jedoch alsbald die Winterdeiche in Gefahr und am 12. März informierte der Weser-Kurier in einer kleinen, 18-zeiligen Meldung unter der Überschrift „Flutwelle gefährdet die Kleingärten“ erstmals über ein drohendes Hochwasser in der Hansestadt. Daraufhin begannen im Stadtgebiet diverse Kleingärtner, ihre in den amtlich ausgewiesenen Überfüllungsgebieten gelegenen Häuschen zu räumen. Der einige hundert Meter flussaufwärts des Weserwehres am linken Ufer verlaufende Sommerdeich war für bis zu 1.300 m³ Wasser pro Sekunde ausgelegt. Daher rechnete man für den 13. März mit seiner Überspülung, die eine Flutung der dahinterliegenden Kleingartengebiete Hastedter Bulten und Fresenbulten zur Folge gehabt hätte, bevor das Wasser planmäßig über die Flutrinnen Werdersee und Kleine Weser zurück in den Fluss hätte geleitet werden können. Zunächst blieb diese jedoch aus, wurde dann von Experten auf die frühen Morgenstunden des 14. März terminiert, ereignete sich allerdings abermals nicht. Am Weserwehr war unterdessen auf Grund des außergewöhnlich hohen Wasserstandes kaum noch ein Niveauunterschied zwischen dem Pegel der Mittel- und dem der Unterweser erkennbar.

### Der Durchbruch

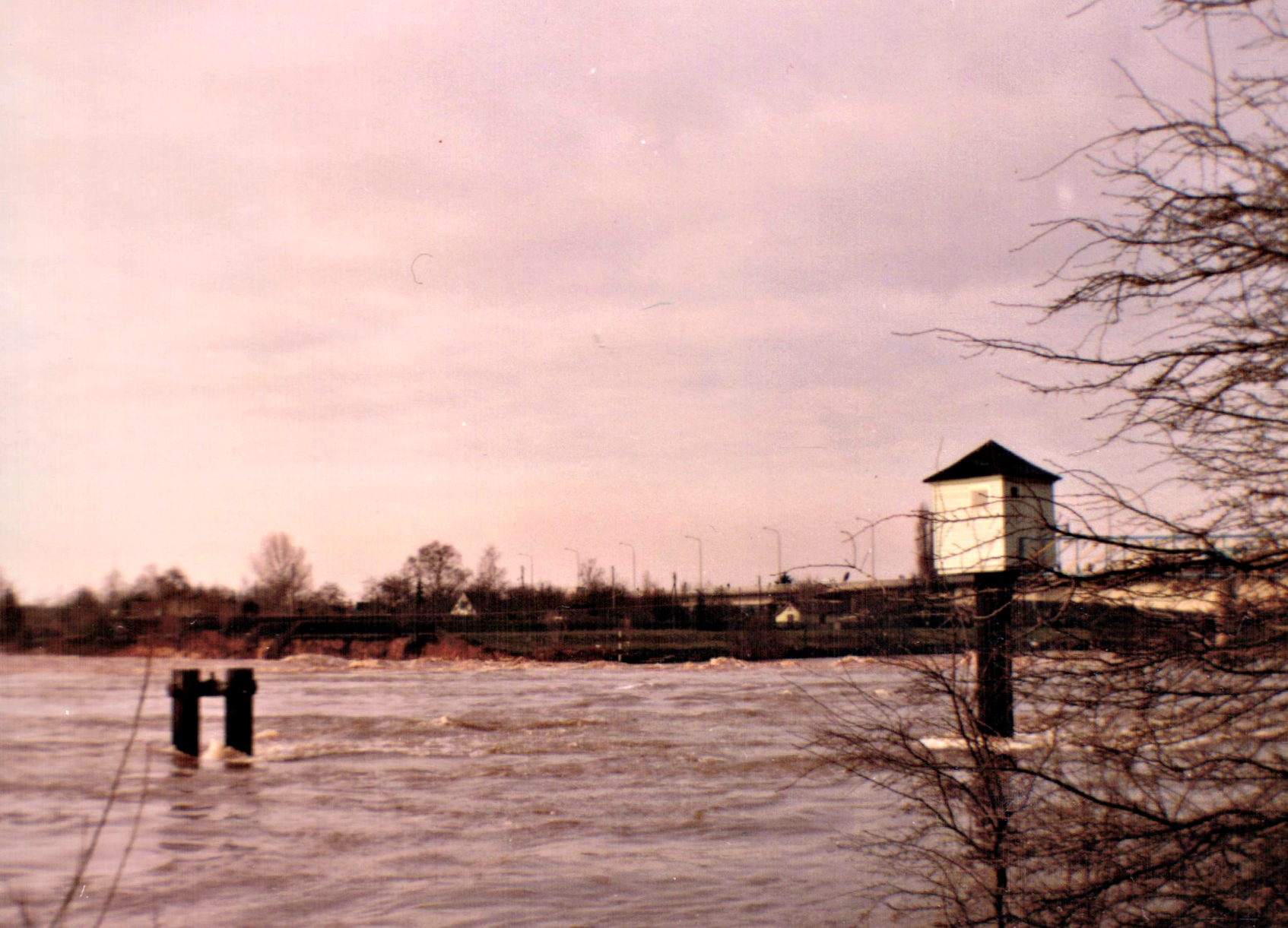
Aufgenommen vom Hastedter (rechten) Weserufer, zeigt dieses nach Süden gerichtete Foto im Hintergrund den geborstenen Sommerdeich, durch den das Wasser aus den Kleingartengebieten zurück in den Fluss strömt. Am rechten Bildrand ist die Karl-Carstens-Brücke zu erkennen.

Erste ernsthafte Schäden durch das Hochwasser traten in Bremen am Morgen des 15. März auf, als gegen 7 Uhr der Uferweg unterhalb des so genannten „Wehrschlosses“ am rechtsseitigen Ufer direkt am Wehr abzusacken begann. Die Feuerwehr rückte mit zwölf Einsatzwagen aus und sicherte bereits abgerutschte Bäume mit Drahtseilen – einerseits um eine Behinderung der Schifffahrt zu vermeiden, sollten sie in den Fluss geraten, andererseits, um sie als natürliche Schutzbarriere für die Uferlinie zu nutzen. Vier Bäume (Pappeln und Buchen) mussten gefällt, 18 weitere mit Stahlseilen festgebunden werden. Bis Mittag hatte das Wasser allerdings drei Meter des Ufers fortgeschwemmt. Der Rückstau am defekten Wehr führte dazu, dass etwa zur gleichen Zeit die Weser – wie bereits seit zwei Tagen erwartet – den zwischen 6,50 und 6,70 Meter hohen Sommerdeich überspülte und ihn dabei teilweise abtrug. Nachdem sich die westwärts strömenden Wassermassen über Äcker, Grünland und Vogelwiesen ergossen hatten, wurde zwar auch die vorgesehene Flutrinne Werdersee aufgefüllt, doch der Großteil der Flut floss unerwartet weiter nördlich und zerstörte dabei mehrere Kleingartengebiete. Etwa 120 Meter östlich der Karl-Carstens-Brücke prallte das Wasser von der Landseite her auf den Sommerdeich (am linken Weserufer) und belastete diesen so sehr, dass er gegen 15 Uhr nachgab und brach. Bereits nach einer Stunde hatte sich dieser Durchlass um ein Vielfaches vergrößert. So strömte das Wasser mehr als vier Kilometer oberhalb jener Stelle zurück in die Weser, an der der Werdersee seinen regulären Einlass gehabt hätte. Dabei wurden etwa 100 Kleingartenparzellen mit in die Weser gerissen. Die Wasserschutzpolizei versuchte mit kleinen Schleppern, treibende Hütten, Autos und losgerissene Boote aufzuhalten und zu sichern. Dies gelang teilweise erst sechs Kilometer weiter flussabwärts. Der Fluss hatte das Wehr auf kurzem Wege umgangen und sich binnen weniger Stunden ein neues, tiefes Bett geschaffen. Von einem großen Teil des Weserwassers wurde das Wehr nun linksseitig umströmt. Rasch sollte sich für diesen Strom – vom überspülten Sommerdeich an der Mittelweser durch das mit Parzellen besetzte Überfüllungsgebiet bis hin zum Durchbruch des Winterdeiches und Rückflusses in die Unterweser – die Bezeichnung „Neue Weser“ etablieren. Auch an den Ufern der anvisierten Flutrinne richtete das Wasser schwerste Beschädigungen an. Besonders der Deichknick des Winterdeiches an der Karl-Carstens-Brücke war nun betroffen, da das Wasser direkt auf diesen Vorsprung drückte. Gegen 18 Uhr wurde am Wehr ein Anstrom von 1850 m³ pro Sekunde mit steigender Tendenz gemessen. Die Polizei sperrte die unmittelbar ins Überschwemmungsgebiet führenden Wege, so auch die Zugänge und Zufahrten zum Weserwehr. Am Abend brach etwa 3,3 Kilometer Luftlinie vom Hauptüberflutungsgebiet entfernt am Westende des Werdersees der Durchlass in der Straße, die vom Buntentors-Deichschart in der Bremer Neustadt zum Restaurant „Kuhhirten“ auf dem Stadtwerder führte. Sie trennte mit ihrem Damm den Werdersee von der Kleinen Weser ab. Der Durchbruch ermöglichte ein besseres Abfließen des Werdersees, was zwar nur unwesentlich zur schnellen Besserung der Situation beitrug, nach dem Scheitel der Flut aber ein Leerlaufen des Sees in die Kleine Weser zur Folge hatte.

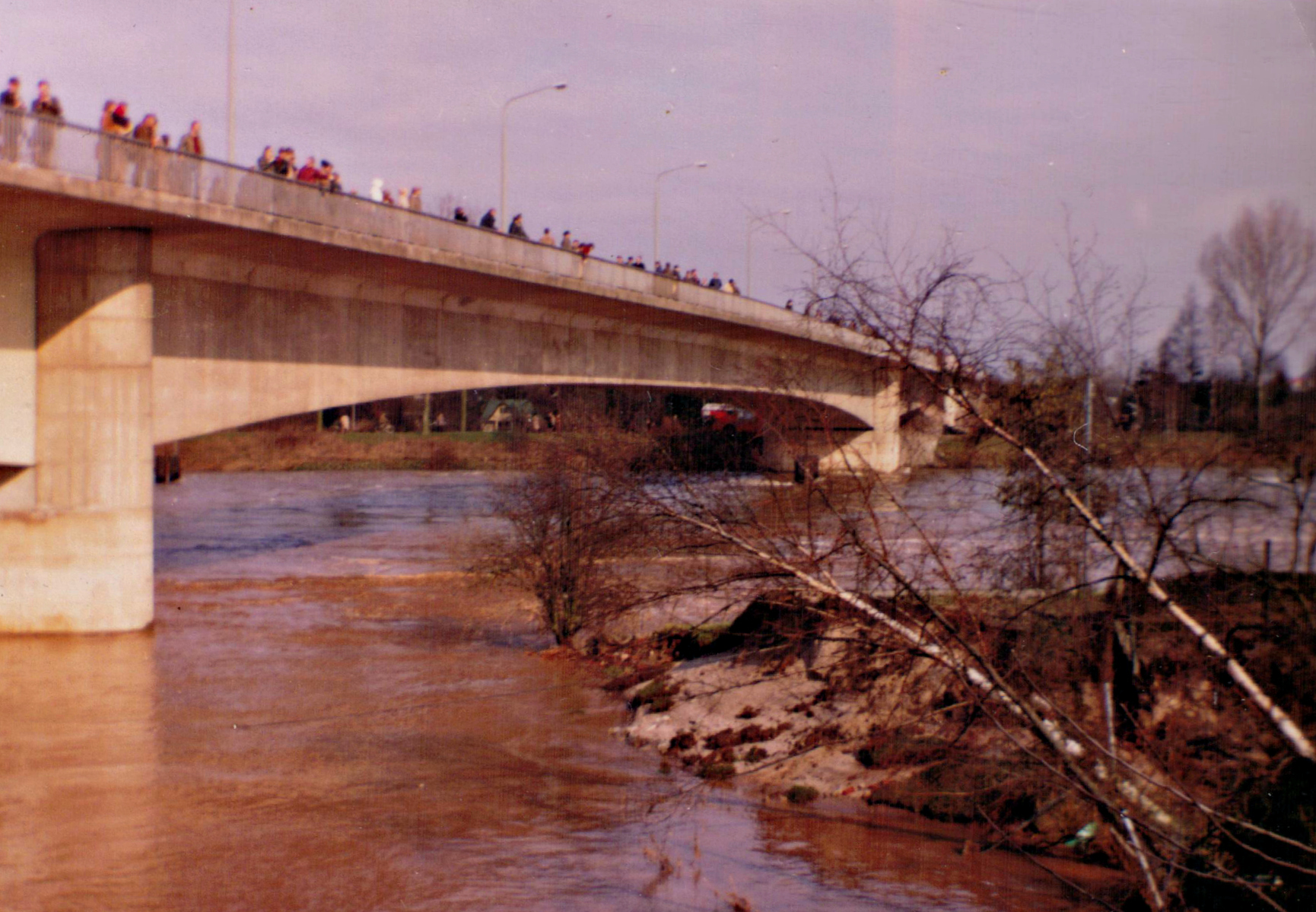
Schaulustige auf der Karl-Carstens-Brücke begutachten über der Hochwasser führenden Weser das Ausmaß der Überschwemmung. Blickrichtung des Fotos ist gen Norden Richtung Hastedt.

Am nächsten Tag, dem 16. März, verwandelte eine neuerliche Flutwelle von 1900 m³ pro Sekunde den ohnehin weit aufgerissenen Bruch im Winterdeich vom Vortag in einen mächtigen Strom, der 50 weitere Parzellen mit in den Fluss riss. Das Wasser floss zurück in die Weser, wurde aber nicht von deren Strömung aufgenommen, sondern drückte etwas weiter flussabwärts auf der gegenüberliegenden rechten Flussseite gegen die Uferböschung und richtete auch dort große Schäden an. So wurden etwa zuvor mit Stahlseilen gesicherte Bäume fortgespült. An einigen Stellen brach das Ufer bis zu fünf Meter weit ab. Die Wehrpromenade zwischen der Fischtreppe – an der die Wucht des Wassers die Betonkästen auseinanderbrach – und dem Sportplatz Jakobsberg sackte beispielsweise vollständig ab. Auch die Hemelinger Hafenanlagen auf der rechten Weserseite oberhalb des Wehres wurden trotz hoher Spundwände knietief überschwemmt. Im Allerhafen musste deshalb die Arbeit eingestellt werden. Zwischen den Toren, mit denen die Straßen in den Hafen abgeschottet waren, sickerte Wasser nach außen. Im Bereich des Zubringers zur Bundesautobahn 1 errichtete man Sandsackbarrieren. Während am Nachmittag aus Verden ein Weserabfluss von bis zu 2.650 m³ pro Sekunde gemeldet wurde, rutschte trotz der Bemühungen der inzwischen eingetroffenen Helfer die Promenade am Deichknick an der Brücke bis Mittag zu zwei Dritteln ab. Wäre der Winterdeich hier gebrochen, wären weite Teile der Wohngebiete Habenhausens überflutet worden. Es wurde erwogen, unmittelbar westlich der Brücke eine Rinne zur Wasseraufnahme zu graben, doch die Arbeiten dauerten zu lange. Um 17 Uhr begannen 200 Helfer der Feuerwehr, des Technischen Hilfswerkes und der Bereitschaftspolizei damit, einen Entlastungsdamm vom beschädigten Deichknick zum Brückensockel zu errichten. Am Morgen des darauffolgenden Tages, des 17. März, war dieser Damm gegen 4 Uhr fertiggestellt und die Überflutungsgefahr für Habenhausen vorerst gebannt. An beiden Tagen, dem 15. und dem 16. März, lockte das groteske Bild der verwüsteten Kleingartengebiete tausende Schaulustiger an, die sich auf der Werderbrücke versammelten. Teilweise bejubelten sie einzelne Hütten, die in die Weser gerissen wurden. Sogar Imbissstände wurden auf dem leicht erhöht abgesetzten Fuß- und Radweg aufgebaut. Die Polizei hatte zeitweise 120 Beamte vor Ort im Einsatz und große Mühe, die Fahrbahn für den Autoverkehr freizuhalten. Bereits während der Flut und vor allem in der Nachbetrachtung wurde das Verhalten der „Katastrophen-Touristen“ massiv kritisiert.
Von der Flut betroffen waren insgesamt etwa 550 Kleingärtner, wobei es den Hastedter Bulten e. V. schlimmer traf als den benachbarten Fresenbulten e. V., in dem zunächst nur etwa 40 Häuschen unter Wasser standen. Gegen 6 Uhr morgens brach am 17. März die Straßendecke der Hannoverschen Straße in Hemelingen teilweise ein, vermutlich infolge von Unterspülungen aus dem überfluteten Allerhafen. Bis zum späten Nachmittag war der Pegel am Weserwehr um sechs Zentimeter gefallen und die Gefahr eines befürchteten Wehrbruchs somit vorerst nicht mehr gegeben. Gleichwohl wurden in der mittlerweile 150 Meter breiten „Neuen Weser“ Auskolkungen von bis zu zwölf Meter Tiefe beobachtet. In diesem Bereich waren neben den Kleingärten auch acht Netzstationen der Stadtwerke (heute swb AG) zerstört.
Zum Nachmittag des 18. März war der Pegel am Weserwehr nach Angaben des Wasserwirtschaftsamtes Bremen 7,04 auf 6,95 Meter gefallen. Im unmittelbar hinter dem aufgeweichten Deich am Südrand des Überflutungsgebietes gelegenen Wohnviertel musste die Feuerwehr in der Habenhauser Dorfstraße sowie am Holzdamm Keller leerpumpen.
Als der Höhepunkt der Katastrophe bereits überschritten schien, brach in der Nacht auf den 19. März um 2 Uhr noch eine weitere kleine Aufschüttung oberhalb des Weserwehres am linken Ufer – der so genannte Bootshafendeich an der Marina des Oberweser-Segel-Verein e. V. und im Verlaufe der nächsten Tage wurden die dortigen Spundwände, eine kleine Landzunge sowie der Regattaturm fortgespült. Vereinsmitglieder errichteten zwar Sandsack- und Steinbarrieren, konnten die Abspülungen allerdings nur einschränken und nicht aufhalten. Dies hatte zur Folge, dass zwar einerseits das Weserwehr weiter entlastet, die „Neue Weser“ aber andererseits mit mehreren Millionen Kubikmetern Wasser zusätzlich genährt wurde. Dadurch intensivierte sich im Laufe des Vormittags auch erneut der Durchbruch zurück in die Weser östlich der Werderbrücke. Gegen 13 Uhr wurde an einer weiteren Stelle – etwa 30 Meter östlich der Brücke – ein 15 Meter langes und fünf Meter tiefes Stück aus dem Erdreich des Deiches herausgeschwemmt. Die zusätzlichen Wassermassen richteten nach dem Rückstrom in die Weser auch wieder große Schäden am gegenüberliegenden Weserufer an, auf das sie in beinahe rechtem Winkel prallten. Zwar bemühte sich das Wasserwirtschaftsamt um ein Verfüllen der Löcher in der Böschung, allerdings mit wenig Erfolg. Bereits gegen 10 Uhr war das Hastedter Kleingartengebiet Im Suhrfelde vorsorglich evakuiert worden. Anschließend wurden sowohl der Osterdeich zwischen Stader Straße und Weserwehr als auch, aus Bedenken hinsichtlich der Statik, die Werderbrücke mehrere Tage lang für jedweden Verkehr gesperrt.
Die „Neue Weser“ fraß sich Stunde um Stunde tiefer in den Untergrund der Äcker, Kleingartengebiete und Marschen, so dass sich die Strömungsgeschwindigkeit im Bereich Hastedter Bulten zunächst kaum veränderte. Der Weserabfluss sank bis zum 24. März auf 960 m³ pro Sekunde, das Wasser wich aber nur langsam aus den Überflutungsgebieten. Erst im April stellte sich am Wehr wieder eine mittlere Wasserführung ein. Bereits knapp zwei Monate später, am 9. Juni, erreichte ein neuerliches Hochwasser mit einem Spitzendurchflusswert von 1100 m³ pro Sekunde die Hansestadt, blieb allerdings weitgehend folgenlos.

## Hilfen

### Aufräumarbeiten im ersten Jahr
Fünf Tage nach dem ersten Durchbruch der Weser in die Überfüllungsgebiete begannen die Sicherungs- und später die Aufräumarbeiten. Am Morgen des 20. März wurde bei einer der regelmäßigen Statikmessungen an der Werderbrücke festgestellt, dass sich ein Pfeiler um eineinhalb Zentimeter verdreht hatte. Um ihn herum hatte sich ein sieben Meter tiefer Kolk gebildet. Gefahr bestünde allerdings nicht, erklärten die Behörden. Zur Unterstützung des Pfeilers begann man allerdings noch am gleichen Tag, normale Steine sowie insgesamt über 150 Tetrapoden und sogenannte Deltasteine an der betreffenden Stelle abzusenken. Zudem votierten die Verantwortlichen beim Wasserwirtschaftsamt für den Bau einer Pontonbrücke über die Wasserfläche der „Neuen Weser“ hinweg, die dem Lauf der unterbrochenen Wehrstraße folgen und von der Bundeswehr errichtet werden sollte. Es war geplant, dass ab dem 23. März Lastkraftwagen Steine zum Verfüllen des oberhalb des Wehres gelegenen Deichbruchs über die Brücke transportierten. Die Deichschließungsarbeiten sollten am Gelände des Oberweser-Segelvereins beginnen, wo die „Neue Weser“ auf einer Breite von 180 Metern ihren Anfang nahm. Ebenfalls noch am 20. März stellte der Haushaltsausschuss der Finanzdeputation 500.000 D-Mark bereit, die für Deichreparaturen vorgestreckt werden sollten. Derweil wandte sich der SPD-Ortsverein Hastedt mit der Forderung an den Senat und die eigene Bürgerschaftsfraktion, die Freizeit- und Grünbereiche im Ortsteil zwischen Wehr und Jakobsberg so schnell wie möglich wiederherzustellen. 150 Soldaten des Schwimmbrücken-Bataillons 160 aus Minden sowie des Schweren Pionier-Bataillons 11 aus Dörverden begannen am 22. März, auf einem Sandbett eine 500 Meter lange Stahlmattenstraße vom südlichen Beginn der Wehrstraße im Habenhauser Wohnviertel direkt Richtung Mittelweser über die überfluteten Weiden zu bauen. Eine vorherige Erkundung hatte ergeben, dass der ursprüngliche Plan – Bau entlang der Wehrstraße – nicht möglich war. Die Strömung in jenem Bereich wäre für die Brücke zu stark gewesen. Außerdem befürchtete man, dass die Bundeswehr-Fahrzeuge nach einem raschen Leerlaufen der „Neuen Weser“ im Schlick feststecken könnten.
Auch andere flutgeschädigte Areale wurden in diesen Tagen bereits bei den Rettungsarbeiten berücksichtigt. So begann man am 22. März, die stark betroffene Wehrpromenade in Hastedt mit Schlacke- und Natursteinen aufzufüllen. Um ein Fortschreiten und eine Ausweitung des Durchbruches an der Werderbrücke zu verhindern, wurde ab dem 23. März eine 300 Meter lange Spundwand quer durch den restlichen Hastedter Bulten getrieben. Dafür mussten 16 bislang unbeschädigte Kleingartengrundstücke geopfert werden.

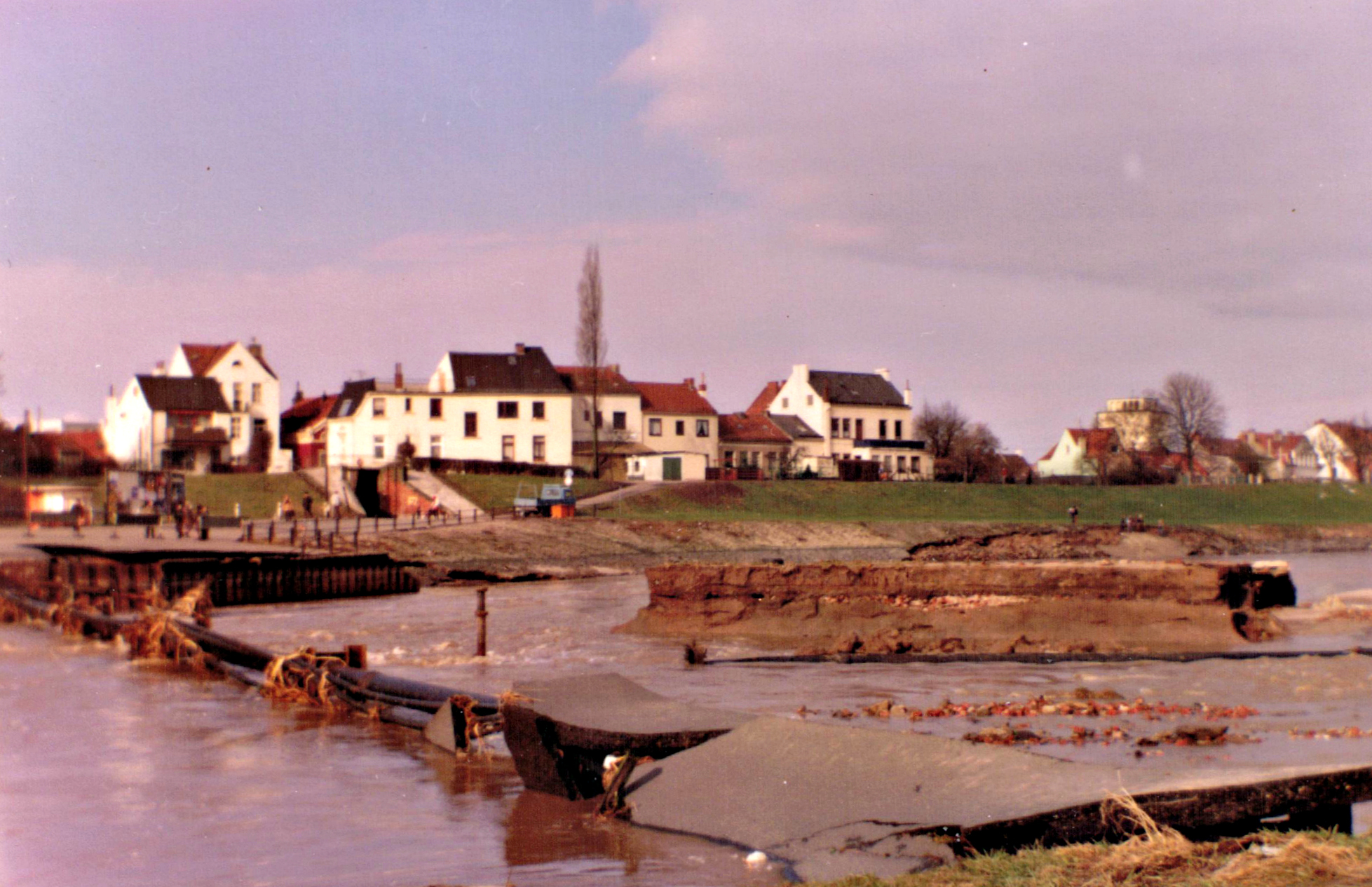
Der Deichschartweg am westlichen Ende des Werdersees wurde weggerissen. Auch schwere Uferschäden sind erkennbar. Blickrichtung gen Südwesten.

Ab dem 23. März transportierte zudem eine Pontonfähre der Bundeswehr Maschinen und Füllmaterial zum Oberweser-Segelverein. Zunächst musste ein kleiner Damm über einen Priel zum Werraweg geschoben werden, ehe die tatsächlichen Deichbauarbeiten mit dem Absenken von Tetrapoden begonnen werden konnten. Dabei setzte man zu beiden Seiten des Durchbruchs an, um die Strömung besser kontrollieren zu können. Die Freiräume füllte man mit Wasserbau- und Schlackesteinen auf und dichtete die entstandenen Erhöhungen mit einem Mineralgemisch ab. Am 24. März war der neue Deich bereits auf eine Länge von 20 Meter angewachsen. Um die „Neue Weser“ im Bereich der Baustelle vom übergroßen Wasserdruck zu entlasten, wurde das Wehr in seine niedrigstmögliche Stellung gesetzt, um zusätzliches Wasser über die „Alte Weser“ abfließen zu lassen. Zusätzlich zum bisherigen Füllmaterial ergänzten Mitarbeiter des Wasserwirtschaftsamtes die Baustelle ab dem 26. März von einem per Seil manövrierten Ponton aus mit zunächst rund 1000 drei Meter langen Spezialsandsäcken aus Nylon. Diese sollten helfen, die Strömungsgeschwindigkeit des Wassers abzuschwächen, da andernfalls das Füllgut des neuen Deiches fortgerissen werden könnte. Die Säcke wurden jedoch durch die Strömung teilweise weggedrückt, so dass man sich wieder auf Steine und Tetrapoden konzentrierte. Am 28. und 29. März kam es zu unerwarteten Verzögerungen beim Deichschluss. Das Seil des Pontons riss mehrfach und Hans-Dieter Bücken, Leiter des Wasserwirtschaftsamtes Bremen, gab an, man bräuchte vermutlich doch noch etwa 5000 Spezialsandsäcke für die restlichen 40 Meter. Nach wie vor war die Strömung der „Neuen Weser“ sehr hoch und das Wasser nagte mit leicht veränderter Stoßrichtung am Hastedter Bulten. Einzelne Parzellen wurden auch in diesen Tagen noch zerstört. Im Nachgang der eigentlichen Flutkatastrophe forderte der Weserdurchbruch doch noch Verletzte. Ein Bauarbeiter musste im Krankenhaus behandelt werden, nachdem er am 29. März mit seinem Bein zwischen eine Güterlore und eine Gerätestange geraten war. Einen großen Rückschlag erlitten die Arbeiten an der Bruchstelle am 4. April, als die Strömung gegen 18:30 Uhr ein 30 Meter weites Loch in den fast fertigen Deich riss. Mehr als 30.000 Tonnen Natursteine waren bereits verbaut, doch er gab an seiner schwächsten Stelle nach, an der aus Transportgründen noch keine Steine hatten versenkt werden können. Unter dem Eindruck dieser Entwicklung forderte Hans-Dieter Bücken am 5. März nachdrücklich die Konstruktion der ursprünglich geplanten Pontonbrücke, da man mehr Material benötige und die Fähre nicht effizient genug sei. Die Voraussetzungen für den Brückenbau seien wegen der geänderten Strömungsverhältnisse nun wesentlich besser als noch zwei Wochen zuvor. Daraufhin begannen die Pioniere am Abend des 6. April mit dem Brückenbau, der am Mittag des 7. April abgeschlossen werden konnte. Die Brücke setzte sich aus 100 Hohlkörpern zusammen und konnte ein Gewicht von 50 Tonnen tragen. Nach der Fertigstellung wurde sie ohne Unterbrechung von Lastkraftwagen genutzt. Zusätzlich zum Verfüllen der Deichbruchstelle spülten Cutterbagger als flankierende Maßnahme Sand aus der Mittelweser vor den neu entstehenden Damm. Ab dem 8. April sollten täglich etwa 20 Tetrapoden zu Wasser gelassen werden. Zudem rechnete man damit, noch einige tausend Tonnen Steine und Schüttmaterial zu benötigen. In der Nacht zum 9. April war die Deichbruchstelle schließlich geschlossen. In den folgenden Wochen wurde der Bereich kontinuierlich verstärkt und mit einem Mineralgemisch abgedichtet. Die Kosten für diese räumlich begrenzte Maßnahme beliefen sich auf 3,2 Millionen D-Mark. 36.000 Tonnen Schüttsteine, 3000 Tonnen Mineralgemisch, 635 Tetrapoden und über 4000 Sandsäcke wurden verbaut.
Während des Tidehochwassers, das die Unterweser bis zum Weserwehr beeinflusst, verwandelte sich die „Neue Weser“ jedoch nach wie vor periodisch binnendeichs in einen Fluss, da über den Bruch an der Werderbrücke die auflaufende Flut in die Erosionsrinne drückte. Den Sommer über änderte sich daran nichts. Zunächst galt es für die Wasserbauexperten, sich drängenderen Problemen zuzuwenden. Für die Bewohner im Bereich des Werraweges wurde ein provisorischer Weg auf dem Deich angelegt und am 9. April kündigte Oberbaurat Winfried Reiner vom Wasser- und Schifffahrtsamt an, das Steilufer am Jakobsberg in Hastedt werde zurückgenommen. Es sei nach dem Zweiten Weltkrieg zu weit in die Weser hineingetrieben worden. Vorrangig sollten sich Ingenieure ab Mitte April um die Instandsetzung des noch immer defekten Wehrkörpers kümmern.
Am 9. April forderte der Leiter des Hemelinger Ortsamts, Hans Dieter Rissland, dass der Hastedter Promenaden- und Grünzug unterhalb des Wehres komplett wiederhergestellt werden müsse, da der industrialisierte Ortsteil ohnehin schon wenig Erholungsflächen besäße. In jenem Bereich war ein 40 Meter breiter Abschnitt weggespült worden. Rissland warf den Bundes- und Landesbehörden Gleichgültigkeit in Bezug auf den Schutz der Grünflächen vor. Derweil befreiten mehrere Baggerschiffe auf der Unter- und Mittelweser den Fluss von zahlreichen Sandbänken und Untiefen, die sich infolge der Flut durch Ablagerungen gebildet hatten.
Am Mittag des 14. April erhielten Schiffe bis 2,20 Meter Tiefgang wieder die Freigabe für die Mittelweser, allerdings zeitlich begrenzt: Schleusungen für eine Fahrt flussaufwärts erfolgten lediglich ab zwei Stunden jeweils vor und nach dem Tidenhochwasser. 600 Tonnen Erdreich wurden ab dem 14. April bewegt, um den gebrochenen Deichschartweg am Westende des Werdersees durch einen provisorischen Sanddamm zu ersetzen. Die Aufschüttung sollte bis Ostern (19. April) fertig sein, um Fußgängern und Radfahrern eine vorläufige Verbindung zu ermöglichen. Stiege der Wasserstand des Sees wieder an, sollte die Wegverbindung über eine Pontonbrücke aufrechterhalten werden. Kommunalpolitiker aus der Neustadt forderten, den Werdersee kurzfristig wieder aufzustauen, um einerseits den Naherholungsfaktor wiederzubeleben und andererseits den ökologischen Schaden in Grenzen zu halten. Zuvor müsste jedoch die Sohle von Unrat gesäubert werden. Zusammen mit dem Wasserwirtschaftsamt begann der Bremische Deichverband am linken Weserufer im Mai, auf einer Länge von einem Kilometer die Schäden am Habenhauser Winterdeich zu beheben. Dabei wurde auch der äußerst gefährdete Deichknick am Fuße der Werderbrücke begradigt. Die sanierte Deichstrecke hat eine Länge von einem Kilometer. 50.000 Kubikmeter Kleiboden mussten für diese Maßnahmen bewegt und 60.000 Quadratmeter Böschungs- und Vorlandflächen neu angesät werden. Der Werderseezuleiter am Fuße des Deiches wurde mit 75.000 Kubikmetern Sand zugeschüttet. Dietrich Harborth, Sprecher des Bausenators, prognostizierte auf einer Sitzung des Ortsbeirates Neustadt am 6. Mai, dass der Werdersee vermutlich frühestens 1983 wieder von der Bevölkerung als Sport- und Erholungsstätte genutzt werden könne. Als Begründung erläuterte er, dass der See völlig versandet sei und möglicherweise in Handarbeit leergeschaufelt werden müsse. Würde man Maschinen zur Sandbeseitigung einsetzen, ginge die isolierende Kleibodenschicht zu Bruch.
Als die Nachrichten über ein neuerlich drohendes Hochwasser Bremen erreichten, wurde der kürzlich fertiggestellte Deich oberhalb des Wehres für 80.000 D-Mark und unter Zuhilfenahme von einigen tausend Kubikmetern Kleiboden ab dem 4. Juni eilig von fünf auf sechs Meter erhöht. Die Flut blieb folgenlos, so dass man sich auf Arbeiten am westlichen Ende des Katastrophengebietes konzentrieren konnte. Ab dem 11. Juni verwirklichte man die Planungen von Mitte April und begann, den Werdersee auszubaggern und zu reinigen – trotz des empfindlichen Kleibodens mit schweren Maschinen. Mit dem dabei aufgenommenen Schlick wurden die Abbruchkanten am Hastedter Bulten zumindest teilweise verfüllt. Am 2. Juli informierte Hans-Dieter Bücken den Ortsbeirat Obervieland über den Fortschritt der Planungen. Die im Mai begonnenen Arbeiten am Habenhauser Winterdeich standen kurz vor dem Abschluss, mit einer Abflachung der Böschung und einer Verbreiterung des Kronenweges. Bis Ende August sollten die Reparaturen beendet sein. Bücken wies darauf hin, dass die Zuschüttung des Werdersee-Zuleiters notwendig gewesen sei, da er zu nah am Deichfuß entlanglief und diesen bei Hochwasser aufweichen konnte. Auch die Sommerdeiche sollten wieder geschlossen und ergänzt werden. Zum besseren Schutz der Uferkante sei darüber hinaus zusätzlich ein Kleiewall angedacht. Der SPD-Kommunalpolitiker Egon Hartwig äußerte in diesem Zusammenhang die Ansicht, die durch die „Neue Weser“ veränderte Landschaft könne später auch als Freizeitgelände genutzt werden.
Am 10. August beschloss der Vergabeausschuss der Baudeputation fünf Bau- und Planungsmaßnahmen im flutgeschädigten Überschwemmungsgebiet. Unter anderem sollte die Wehrstraße für 670.000 D-Mark getreu ihrem ehemaligen Verlauf neu gebaut werden, diesmal allerdings erhöht. Der Damm erhielt drei Wasserdurchlässe. Ungleich wichtiger war der Beschluss, den Rückstrom-Durchbruch im Hastedter Bulten zu schließen. Es stand zu befürchten, dass andernfalls die winterlichen Sturmfluten zu einer erneuten Überschwemmung der Wiesen sowie der verbliebenen Kleingärten führen würden. Das klaffende Loch sollte mit einem neuen Deich von sechs Metern Höhe abgedichtet werden, auf dem ein zwei Meter breiter, asphaltierter Fuß- und Radweg angelegt werden sollte. Die Kosten dafür veranschlagte man auf 2,5 Millionen D-Mark. Die Kosten, das Deckwerk am Südufer des Sees auf einer Länge von eineinhalb Kilometern wiederherzustellen, bezifferte man auf eine Million D-Mark. Am 1. September wurde diese Baustelle an der Werderbrücke eingerichtet. Zunächst schichtete man 25.000 Tonnen Sand aus der „Neuen Weser“ zu einem Damm auf; die gleiche Menge lieferte eine Baggerung unterhalb der Stephanibrücke. Der Sandkern, die Deckschicht aus Kleiboden und die Deichkrone wurden mit einer 60 Zentimeter starken Steinlage gesichert. Dabei ermöglichte der Winkel der Deichneigung im Notfall einen Wasserüberlauf. Zur Verstärkung und Sicherung des neuen Deiches wurde parallel zur Weser eine Stahlspundwand geschlagen, die Anschluss an jene aus dem Frühjahr erhielt. Sie verschwand später im Deckwerk und war nicht mehr zu sehen. Um auch weiterhin eine Verbindung der „Neuen Weser“ zum Fluss und so den Wasseraustausch zu gewährleisten, verlegten die Bauarbeiter eine Rohrleitung mit Schütz durch den Damm. Eine Klappe am Weserende des Rohres schloss sich bei auflaufender Flut durch den Wasserdruck selbst und verhinderte so einen Anstieg des Wassers in der „Neuen Weser“. Am 17. September konnte die Durchbruchstelle um 11:05 Uhr von Bulldozern geschlossen werden – 186 Tage nach ihrer Entstehung. Die „Neue Weser“, nun beidseitig wieder eingedeicht, war somit zu einem See geworden. Bis zum Ende des Tages wurde der Deich noch auf drei Meter Höhe aufgeschüttet. Insgesamt benötigte man für diesen Deichschluss 35.000 Kubikmeter Sand, 10.000 Tonnen Schüttsteine und zur Befestigung zusätzlich 10.000 Kubikmeter Kleiboden. Ende Oktober konnten auch die Reparatur und Überholungsarbeiten am Weserwehr abgeschlossen werden.
Die Kosten zur Wiederherstellung des Hochwasserschutzes belasteten Bremen 1981 mit neun Millionen und den Bund mit 13 Millionen D-Mark.

### Finanzielle Unterstützung der Betroffenen

#### Kleingärtner und Landwirte
Bereits am 16. März, nur einen Tag nach dem Deichbruch, erinnerte der Bremer Bürgermeister Hans Koschnick daran, dass die betroffenen Kleingartengebiete bekanntlich als Überfüllungsgebiete vorgehalten worden seien und die Stadt deshalb rechtlich nicht zu Entschädigungszahlungen herangezogen werden könne. Er sagte allerdings eine wohlwollende Prüfung finanzieller Hilfen durch den Senat zu, da das Defizit an Kleingärten nicht vergrößert werden dürfe. Ebenfalls um die Stadt vor Forderungen nach Kompensationsleistungen zu feien, merkte Bausenator Bernd Meyer noch am gleichen Tag kritisch an:
„Es hat sich inzwischen erwiesen, dass die Auflagen über Bepflanzungen und Einfriedungen in dem überschwemmten Parzellengebiet nicht voll eingehalten worden sind.“
Johann Dreyer, Vorsitzender des Landesverbandes der Gartenfreunde Bremen, stellte daraufhin fest, dass die Betroffenen keinesfalls „den Wasserschaden allein tragen wollen oder können“. Trotz der finanziellen Notlage des Landes müsse der Senat den Kleingärtnern helfen – zumal der Flutungsbereich auch zehntausenden Bremern als Naherholungsgebiet diene. Er betonte, dass die Schäden nicht versichert seien, gestand aber auch zu, dass jedem Kleingärtner das Risiko bekannt gewesen sei, eine Hütte im ausgewiesenen Überfüllungsgebiet zu besitzen. Sein Verband rief am 18. März zu einer Spendenaktion auf, da weder er noch die Betroffenen selbst die Schäden auch nur annähernd ersetzen könnten.

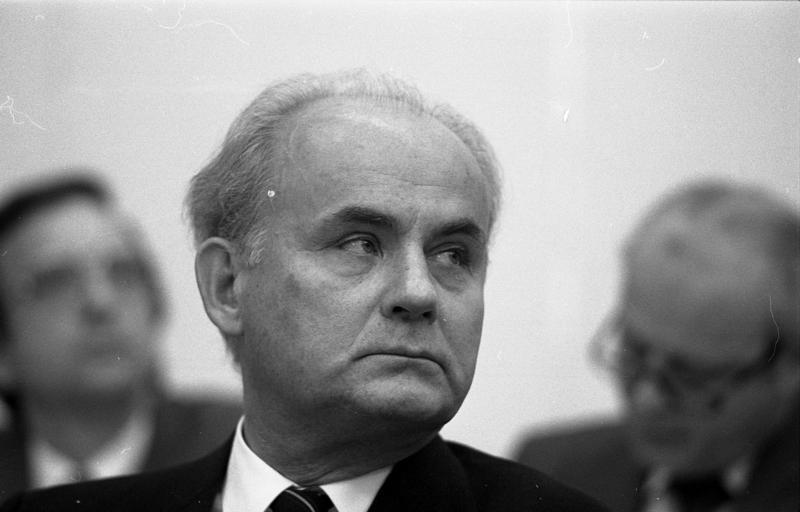
Bundesfinanzminister Hans Matthöfer gab seine Zustimmung für eine Regelung über steuerliche Hilfen für die hochwassergeschädigten Bürger.

Der Vorsitzende der oppositionellen FDP-Bürgerschaftsfraktion, Horst-Jürgen Lahmann, wies am Folgetag ebenfalls darauf hin, dass die Kleingärtner das Risiko ihres Standortes kannten und daher keine Entschädigungen aus dem Haushalt des Landes oder der Stadt erwarten könnten. Er schlug als Alternative eine Steuerstundung vor. Dieser Idee kam Finanzsenator Moritz Thape am 20. März nach, als er mit Zustimmung des Bundesfinanzministers Hans Matthöfer eine Regelung über steuerliche Hilfen für die hochwassergeschädigten Bürger beschloss. So konnten nun unter anderem auf Antrag Steuerschulden gestundet, Vorauszahlungen auf die Einkommen-, Körperschaft- und Gewerbesteuer angepasst und Vollstreckungen ausgesetzt werden.
Ebenfalls am 19. März intensivierten sich die Hilfsbemühungen der Kleingärtner in Eigenaktion. So rief der Bundesverband Deutscher Gartenfreunde seine zehn Landesverbände zu Spendenaktionen auf und unabhängig davon sagte der Landesbund der Gartenfreunde in Hamburg seine Unterstützung und Hilfe zu. Darüber hinaus kündigte der SPD-Ortsverein Hastedt an, eine Spendensammlung in der Bevölkerung und bei Geschäftsleuten durchführen zu wollen. Am 22. März beschloss der bremische Kleingärtnerverein Werder auf einer Hauptversammlung, dass jedes Mitglied 15 D-Mark spenden solle. Den Gesamtbetrag wolle der Vorstand aus der Vereinskasse auf 7500 D-Mark aufstocken. Für die Flutgeschädigten reservierte der Verein zudem fünf neu angelegte Grundstücke. Zeitgleich machte sich die SPD-Bürgerschaftsfraktion ein eigenes Bild von der Lage vor Ort im Hochwassergebiet. Fraktionsvorsitzender Klaus Wedemeier wies darauf hin, dass die Weser eine Bundeswasserstraße sei. Die Regulierung der Schäden könne daher „nicht im Wesentlichen eine bremische Angelegenheit sein.“ Am 23. März bot Bausenator Meyer den Betroffenen schnelle und unbürokratische Hilfe der Landesregierung an. Ab sofort könnten 100 neue Parzellen am Park Wolfskuhle im Ortsteil Kattenturm angelegt werden, für die der Senat 1,2 Millionen D-Mark bereitstelle. Zu diesem Zeitpunkt waren auf dem Spendenkonto der Kleingärtner bereits rund 10.000 D-Mark eingegangen. Ein großes Automobilwerk hatte einen Scheck über 1000 D-Mark geschickt und bot ferner „schnelle und unkonventionelle Hilfe“ an. Eine andere Firma überließ den Kleingärtnern kostenlos Düngemittel und Torfprodukte für einen Neustart. Nach Dringlichkeitsanträgen erhielt der Vorstand des Landesverbandes der Gartenfreunde Bremen am 28. März auf einer Hauptversammlung im Niederdeutschen Theater von den 276 Delegierten die Zustimmung, 100.000 D-Mark aus dem Verbandsvermögen bereitstellen zu können. Zudem wurde eine Solidaritätsumlage in Höhe von zehn D-Mark pro Mitglied für den Verein Hastedter Bulten beschlossen. Bis zu diesem Zeitpunkt waren 307.000 D-Mark an Spendengeldern zusammengekommen. Am Tag darauf, dem 29. März, hielten die begünstigten Kleingärtner des Hastedter Bulten im Gemeindesaal an der Drakenburger Straße eine außerordentliche Versammlung mit 500 Mitgliedern und Angehörigen. Sie forderten den Senat auf, ihnen nicht nur die Ausgleichsflächen an der Wolfskuhle zur Verfügung zu stellen, sondern auch finanziell zu helfen. Zudem müssten die Behörden, sobald das Wasser abgeflossen sei, das Kleingartengebiet „voll wieder herrichten“.
In einem Brief an Johann Dreyer vom 5. Mai eröffnete Meyer, man habe eine Perspektive gemeinsamen Vorgehens gefunden, die vor allem auch von den flutgeschädigten Kleingärtnern als gerecht empfunden werden sollte: „Die Klärung der Rechtslage ergab, dass für die auf der Spundwand-Trasse in Anspruch genommenen Parzellen von Bremen angemessener Schadenersatz zu leisten ist.“ Obwohl mangels rechtlicher Grundlage für Privat-Betroffene keine Entschädigungsleistung für Hochwasserschäden in Frage komme, habe der Senat sich darauf geeinigt, den betroffenen Kleingärtnern – jenen, die weitermachen wollen – finanziell und durch Leistungen der Ämter zu helfen. Hierbei solle nicht zwischen dem Aufbau eines neuen und der Übernahme eines freien, bereits bestehenden Gartens unterschieden werden. „Zudem werde ich mich dafür einsetzen, dass kurzfristig eine Entscheidung darüber herbeigeführt wird, dass in diesen Fällen Laubendarlehen bis zu einer Höhe von 7000 Mark vergeben werden können“, so Meyer weiter. Am gleichen Tag bezifferte Adressat Dreyer den Schaden auf 1,2 Millionen D-Mark. Er gab an, die Kleingärtner wollten selbst 300.000 aus Solidaritätsspenden aufbringen, 30.000 D-Mark seien bislang von Außenstehenden gespendet worden. Seine Schadensbilanz erhöhte er tags darauf, am 6. Mai, auf 1,5 Millionen D-Mark und erklärte, noch habe kein Politiker konkrete Hilfe zugesagt – was allerdings angesichts der Hilfsangebote seitens der Stadt ein Widerspruch ist. Allerdings äußerte sich am gleichen Tag auch Ludwig Meyer, Vorsitzender des am schwersten getroffenen Kleingartenvereins Hastedter Bulten, dementsprechend. Er fände es empörend, dass die bremischen Politiker auch fast zwei Monate nach der Flut noch keine Vorschläge zur Beseitigung der Not unterbreitet hätten. Erfreut zeigten sich die Kleingärtner jedoch ob der spontanen Hilfsbereitschaft, die ihnen aus der Bevölkerung und von Vereinen aus dem gesamten Bundesgebiet zuteilwurde. 65.000 D-Mark an Spenden waren bis Ende der ersten Maiwoche bereits zusammengekommen. Außerdem stellten verschiedene Gartenvereine aus der Hansestadt über 17.000 D-Mark zur Verfügung, 300.000 gab der Landesverband der Gartenfreunde Bremen hinzu. Dessen Vorsitzender Dreyer wies nachdrücklich darauf hin, dass sich die Mitglieder im Stich gelassen fühlten. Die Argumentation, dass die Kleingärtner von Anfang an gewusst hätten, wie gefährdet ihr Siedlungsgebiet gewesen sei, ließ er dabei nicht gelten:
„Die Pachtverträge, die teilweise bereits seit 1920 bestehen, weisen zwar darauf hin, dass der Hastedter Bulten ein Überschwemmungsgebiet ist, aber die Verantwortung für seine totale Zerstörung tragen die für die Wasserwege verantwortlichen Behörden.“
Nach einem Besuch der CDU-Bürgerschaftsfraktion in Obervieland forderte deren Vorsitzender, Oppositionsführer und CDU-Landesvorsitzender Bernd Neumann, am 7. Mai unbürokratische Hilfe für alle Kleingärtner, die ihre Parzellen im Hastedter Bulten verloren hätten. Man habe sich über die Flutschäden informiert, die mittlerweile zwischen 40 und 50 Millionen D-Mark taxiert werden müssten, so Neumann weiter. Nahezu wortgleich bekräftigten SPD-Baudeputierte und Mitglieder des Vorstandes des Landesverbandes der Gartenfreunde Bremen nach einem gemeinsamen Gespräch am selben Tag ihren Willen, den Geschädigten schnell und unbürokratisch zu helfen. Zugleich appellierten die sozialdemokratischen Deputierten an die Kleingärtner, vermehrt von dem Ersatzgartenangebot an der Wolfskuhle Gebrauch zu machen. Immerhin würden dafür einkommensunabhängig Laubendarlehen bis zu 7000 D-Mark bewilligt.

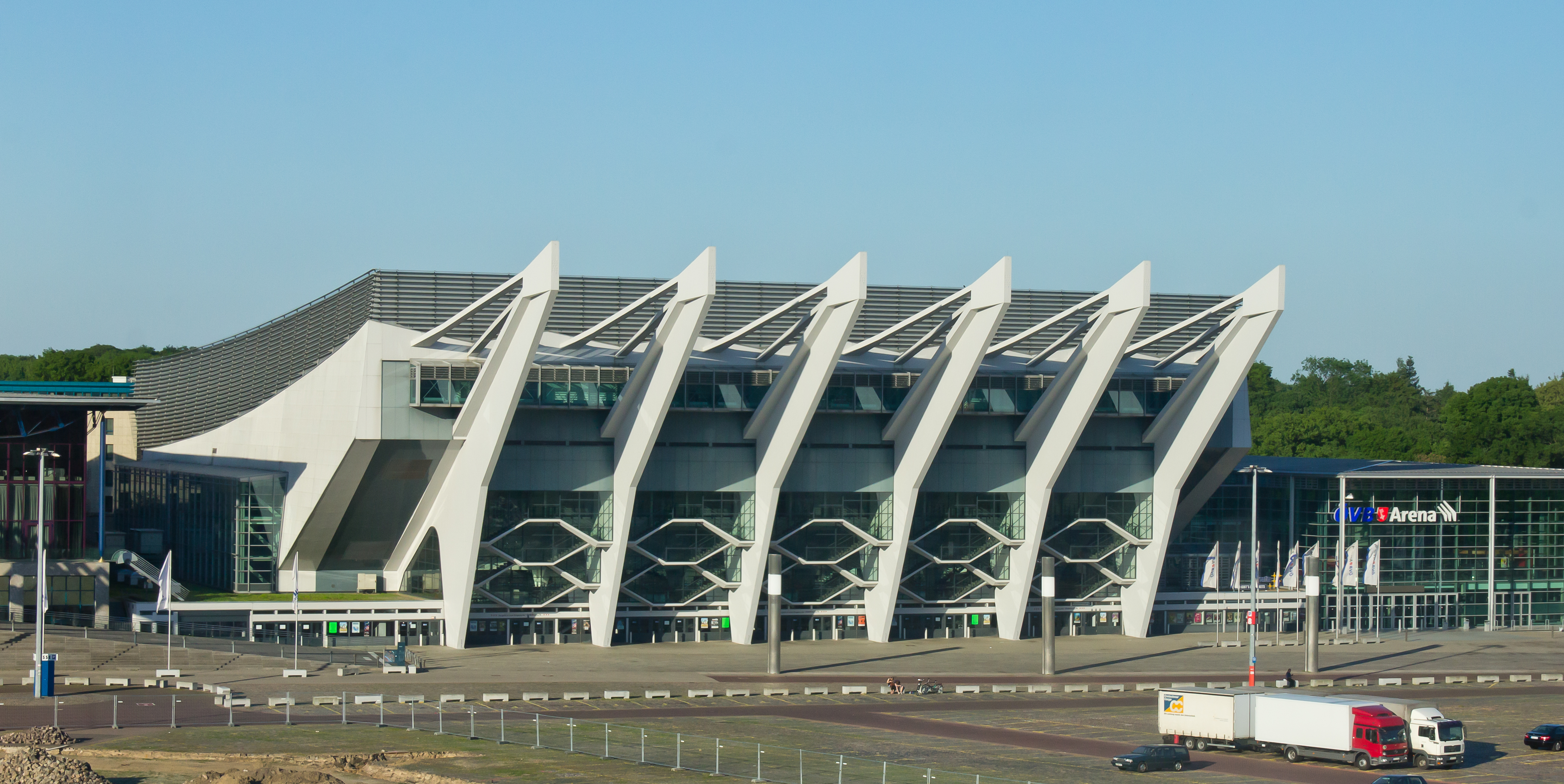
Selbst ein hochkarätiges Unterhaltungsprogramm um Rudi Carrell vermochte nicht, viele Besucher am 13. Mai zum Benefizkonzert in die Stadthalle zu locken.

Die Betreibergesellschaft der Stadthalle organisierte im weiteren Verlauf der Hilfsaktionen am 13. Mai ein Benefizkonzert – offiziell als „Bunter Abend“ bezeichnet – zugunsten der Betroffenen. Alle Künstler und Restaurationsbetriebe verzichteten auf ihre Gage beziehungsweise Umsätze. Man rechnete mit 5000 Zuschauern in der Stadthalle und einem entsprechenden Erlös von etwa 100.000 D-Mark. Die knapp vierstündige Veranstaltung unter dem Motto „Bremer helfen Bremern“ wurde von Jo Hannes Müller und Manfred Ebel moderiert. Neben Heinz Eckner, Rudi Carrell, der Popband Ebony, den Friedel-Ropers-Chören, der Tanzformation „Bremer Schlüssel“, dem Sänger Rolf Simson und den Drei Sihoclas trat auch das A-Team im Modern Latein-Formationstanz der TSG Bremerhaven an, das damals amtierender Weltmeister war. Ferner traten der Kammersänger Georg Koch und die Sopranistin Helga Hildebrand vom Bremer Theater sowie Erika Rumsfeld und Hans Rolf Radula von der Niederdeutschen Bühne auf. Die musikalische Gestaltung des Abends oblag dem Bremer Unterhaltungsorchester unter der Leitung von Herbert Plümecke, dem Heeresmusikkorps 11 aus Grohn unter der Leitung von Hauptmann Wintering und dem Musikkorps der Bremer Schutzpolizei unter der Leitung von Max Milde. Der gebürtige Bremer James Last konnte wegen eines USA-Aufenthaltes nicht dem Abend beiwohnen, spendete aber 100 Langspielplatten, die vor Ort verkauft wurden. Bundespräsident Karl Carstens, ebenfalls aus Bremen stammend, übernahm die Schirmherrschaft der Veranstaltung und ließ durch den Bürgerschaftspräsidenten Dieter Klink Grüße übermitteln. Der „Bunte Abend“ stieß dann allerdings trotz zahlreicher medialer Ankündigungen und des Aufgebots namhafter Künstler nur auf äußerst geringes Interesse. Lediglich gut 1000 Bremer wollten ihn erleben – es wurden sogar noch knapp 300 Bundeswehrsoldaten als „Lückenfüller“ in die weitestgehend leere Halle beordert. Der Erlös belief sich schließlich am Ende auch nur auf 15.000 D-Mark.
Baureferent Götz Neuber zitierte am 11. Juni auf einer öffentlichen Sitzung des Ortsbeirates Obervieland hinsichtlich der Schadensregulierung einen bereits der Bürgerschaft vorgetragenen Bericht, demzufolge kein schuldhaftes Verhalten öffentlicher Stellen erkennbar sei. Deshalb könne der Staat auch nicht für direkte Hochwasserschäden und -verluste aufkommen. Entschädigungen könnte der Senat nur an jene zahlen, deren Eigentum durch die Hochwasserbekämpfung beeinträchtigt wurde (Landwirte, über deren Flächen die Noterschließungswege geführt wurden / Kleingärtner, deren Parzellen zum Rammen der Spundwand vor dem Pfeilerfundament der Brücke in Anspruch genommen wurden). In diesem „Rahmen des gesetzlich Zulässigen“ seien die senatorischen Dienststellen bemüht, den Kleingärtnern zu helfen und angerichteten Schaden zu vergüten. Wirtschaftssenator Karl Willms erklärte, in Gesprächen mit der Landwirtschaftskammer prüfen zu wollen, inwieweit die Landwirte für Ertragseinbußen entschädigt werden können. In der Folge kam es am 23. Juni in der Bürgerschaft zu einer kontroversen Debatte über eine große Anfrage der CDU-Fraktion. Bausenator Bernd Meyer unterstrich, dass ausschließlich Flächen überflutet wurden, die „nach ihrer natürlichen Funktion und nach geltendem Recht als Hochwasserabfluss zu dienen haben.“ Das sei auch bei der Genehmigung für Kleingartenlauben auf dem Hastedter Bulten berücksichtigt worden. Finanzielle Hilfen für die privat Betroffenen könne Bremen daher kaum erbringen. Er bekräftigte allerdings noch einmal den Plan, Ersatzkleingärten im Bereich Wolfskuhle anzubieten, den Parzellisten Laubendarlehen zu gewähren, steuerliche Erleichterungen zu ermöglichen sowie unbürokratische Einzelhilfen zu leisten. Peter Willers von der Bremer Grünen Liste kritisierte das Kompetenzwirrwarr bezüglich der Zuständigkeiten zwischen dem Bund und den Ländern Bremen und Niedersachsen. Er führte die Flut maßgeblich auch auf den Eingriff in die Natur – etwa die Kanalisierung der Weser – zurück, daher hätten die Kleingärtner sehr wohl einen rechtlichen Anspruch auf Entschädigung.
Im Sommer erhielten die Kleingärtner mehrere Großspenden. Am 26. Juni überreichte Horst Reich als erster Vorsitzender der Freizeitgemeinschaft Arsten Johann Dreyer aus Anlass des zehnjährigen Bestehens des Vereins einen Scheck in Höhe von 3500 D-Mark, zusammengetragen von den 116 Mitgliedern. Die bis zu diesem Tag eingegangenen Spendengelder summierten sich auf 220.000 D-Mark. Wolfgang Schreck, Chef des Daimler-Benz-Werkes in Sebaldsbrück, übergab Dreyer am 22. Juli einen Scheck über 26.000 D-Mark. Rund ein Jahr nach dem Weserdurchbruch waren 570.000 D-Mark zusammengekommen, die Bremer für die Kleingärtner gespendet hatten. Am 20. August waren mehrere Soldaten des Schweren Pionier-Bataillons 11 aus Dörverden zu Gast beim Kleingartenverein Weserwehr. Dessen Parzellen auf der so genannten „Wehrinsel“ waren während der Flut vollständig vom Wasser eingeschlossen, wurden allerdings wegen der erhöhten Lage nicht überschwemmt. Dennoch waren die Vereinsmitglieder besonders auf die Pontonbrücke angewiesen und wollten sich mit diesem Treffen für die geleistete Hilfe bedanken. Der Ortsbeirat und das Ortsamt von Obervieland unterstützten diese Initiative, „weil der Einsatz der Bundeswehrsoldaten nicht als selbstverständlich hingenommen wird, sondern ein engagiertes Dankeschön gesagt werden soll“.

#### Segler
Um den weitgehend verwüsteten Hafen des Oberweser-Segelverein e. V. direkt im Weserknick wieder nutzbar machen zu können, veranschlagte der Vereinsvorsitzende Helmut Steinmetz am 20. März eine Summe von einer Million D-Mark. Lediglich das Bootshaus und die Winterlagerhallen blieben unbeschädigt. In der Notlage griff die Kameradschaft der Sportler und sie wurden als Gastlieger von benachbarten Vereinen aufgenommen.
Etwas weniger schlimm hatte es den Segelverein Weser e. V. getroffen, der sein Gelände direkt westlich des Weserstadions hat. Mit 15 Liegeplätzen für größere Jollen war Ende April ein Viertel der Kapazität versandet und unbrauchbar geworden, nachdem sich Schlick aus dem flussaufwärts gelegenen Überflutungsgebiet hinter der Spundwand des Vereins abgelagert hatte. Es sei dem Verein jedoch untersagt, das eigene Hafenbett auszubaggern und den Sand in die Weser zu verklappen, äußerte der Vorsitzende Helmut Barenborg Ende April. Daher müsse sich das Wasser- und Schifffahrtsamt mittels Schwimmbaggern und Schuten des Problems annehmen. Diese Bitte wurde allerdings nach wenigen Tagen abschlägig beschieden. In einem Schreiben lehnte die Behörde die Sandentnahme mit Hinweis auf die geringe Menge ab. Gleichzeitig verwies man darauf, dass man den Antrag des Vereins, den Schlick auf eigene Kosten in die Weser zu spülen, genehmigen werde. In seiner finanziellen Existenz bedroht, wandte sich der Segelverein Weser e. V. daraufhin hilfesuchend an Sportsenator Henning Scherf.
Auf der öffentlichen Sitzung des Ortsbeirates Obervieland am 11. Juni sagte Scherf zu, Hilfen für den Oberweser-Segelverein organisieren zu wollen und tatsächlich informierte Hans-Dieter Bücken den Beirat am 2. Juli darüber, dass im Zuge der Deicherneuerungen auch das Uferdeckwerk am Verein wieder hergestellt werden soll. Streitpunkt auf dessen Gelände war die Konstruktion der Hafenbegrenzung. Vor der Flut hatte man über eine Spundwand als Abschirmung zur Weser verfügt. Nach dem Deichschluss Anfang April bestanden Pläne, den neu entstandenen Hafen mit einer Steinböschung zu begrenzen. Dadurch jedoch wäre das Hafenbecken signifikant schmaler geworden. Die Mehrkosten von 350.000 D-Mark für den Bau einer neuen Spundwand war niemand bereit aufzubringen. Nach langwierigen Verhandlungen entschied sich der Senat letztlich doch zur Teil-Finanzierung der vom Verein favorisierten Lösung. Zwar musste der Oberweser-Segelverein noch 100.000 D-Mark Schulden aufnehmen und für den Bau der 95 Meter langen Anlegerbrücke gegenüber der Spundwand selbst aufkommen, konnte so aber gerettet werden. Möglich war dies nicht zuletzt dank Spenden in Höhe von 50.000 D-Mark – unter anderem vom SC Niedersachsen Werder und dem WV Woltmershausen. Am 9. Mai 1982 wurde der neue Hafen in Anwesenheit zahlreicher Kommunalpolitiker eingeweiht.

## Folgen

### Unmittelbar
Der Weserdurchbruch 1981, während dessen sich die Weser ein neues Bett suchte, ging als eine der schwersten Überschwemmungen Bremens in die Stadtannalen ein, auch wenn „nur“ Parzellen betroffen waren. Wiewohl er die Landschaft deutlich verändert hat, gibt er nur einen Teil der damaligen Bedrohung wieder, da in jenen Tagen gleichzeitig mit dem Hochwasser der Ober- und Mittelweser auch eine Sturmflut über die Unterweser die Hansestadt erreichte. Ein Gebiet von 70 Hektar wurde im Zuge des Weserdurchbruchs überschwemmt und dabei 44 Hektar landwirtschaftliche Nutzfläche vernichtet, zwischen 127 und 150 Parzellenhäuschen auf dem östlichen Stadtwerder wurden zerstört, Schäden in Höhe von etwa 56 Millionen D-Mark angerichtet und mehr als 1,5 Millionen Kubikmeter Boden und Sedimente in die Weser geschwemmt. Weite Teile des betroffenen Gebietes lagen anschließend unter einer teilweise bis zu einem Meter mächtigen Schicht aus Schlick, Schlamm und Sand, die mit Schwermetallablagerungen belastet war. Die Mehrzahl der fortgerissenen Kleingärten ist nicht wieder aufgebaut worden. Ihr Standort – der Durchbruch der „Neuen Weser“ zurück in den Fluss – wird heute von Wildwuchs dominiert. Insbesondere aus der Vogelperspektive lässt sich der Verlauf der Flut so noch gut nachvollziehen. Das Parzellengebiet Hastedter Bulten ist dadurch zweigeteilt.
Der Wasserdurchfluss an der Schwelle von der Mittel- zur Unterweser erhöhte sich infolge des Weserdurchbruchs und der gewaltsam geschaffenen zusätzlichen Abflussmöglichkeit massiv. So liefen beispielsweise am 20. März nur noch etwa 300 m³ pro Sekunde über das Wehr selbst ab, während sich 1000 m³ pro Sekunde den Weg der „Neuen Weser“ suchten. Dadurch fiel der Pegel der Mittelweser flussaufwärts bis nach Langwedel stellenweise dramatisch. Kurzfristig befürchtete man, dass er auf 60 bis 80 Zentimeter sinken könnte. In Kombination mit den durch die Flut entstandenen Sandbänken war dies eine der Hauptursachen für eine knapp einmonatige Sperrung des entsprechenden Weserabschnitts für die Binnenschifffahrt.

### Langfristig
Noch 1981 beauftragte der Senat das Franzius-Institut für Wasserbau und Küsteningenieurwesen an der Universität Hannover, hydraulische Modellversuche über künftige Hochwasser-Ableitungsmöglichkeiten im Bereich des Weserdurchbruchs anzustellen. Der Großmodellversuch begann Ende Oktober und kostete rund 500.000 D-Mark, von denen der Bund 40 und das Land Bremen 60 Prozent übernahmen. Auch Wissenschaftler der Hochschule Hannover sowie der Technischen Universität Braunschweig beschäftigten sich seit Mitte Juni mit diesem Thema. Es wurde eine Untersuchungskommission eingerichtet, die allerdings lediglich zu dem Ergebnis kam, dass die Deichbrüche aus einer Verkettung unglücklicher Umstände resultierten. Zum einen hätte das Wehr schon viel früher repariert werden müssen und zum anderen hatten die in den 1950er Jahren getroffenen Vorkehrungen gegen Hochwasser „von oben“ – nämlich der Bau der Flutrinne – versagt.

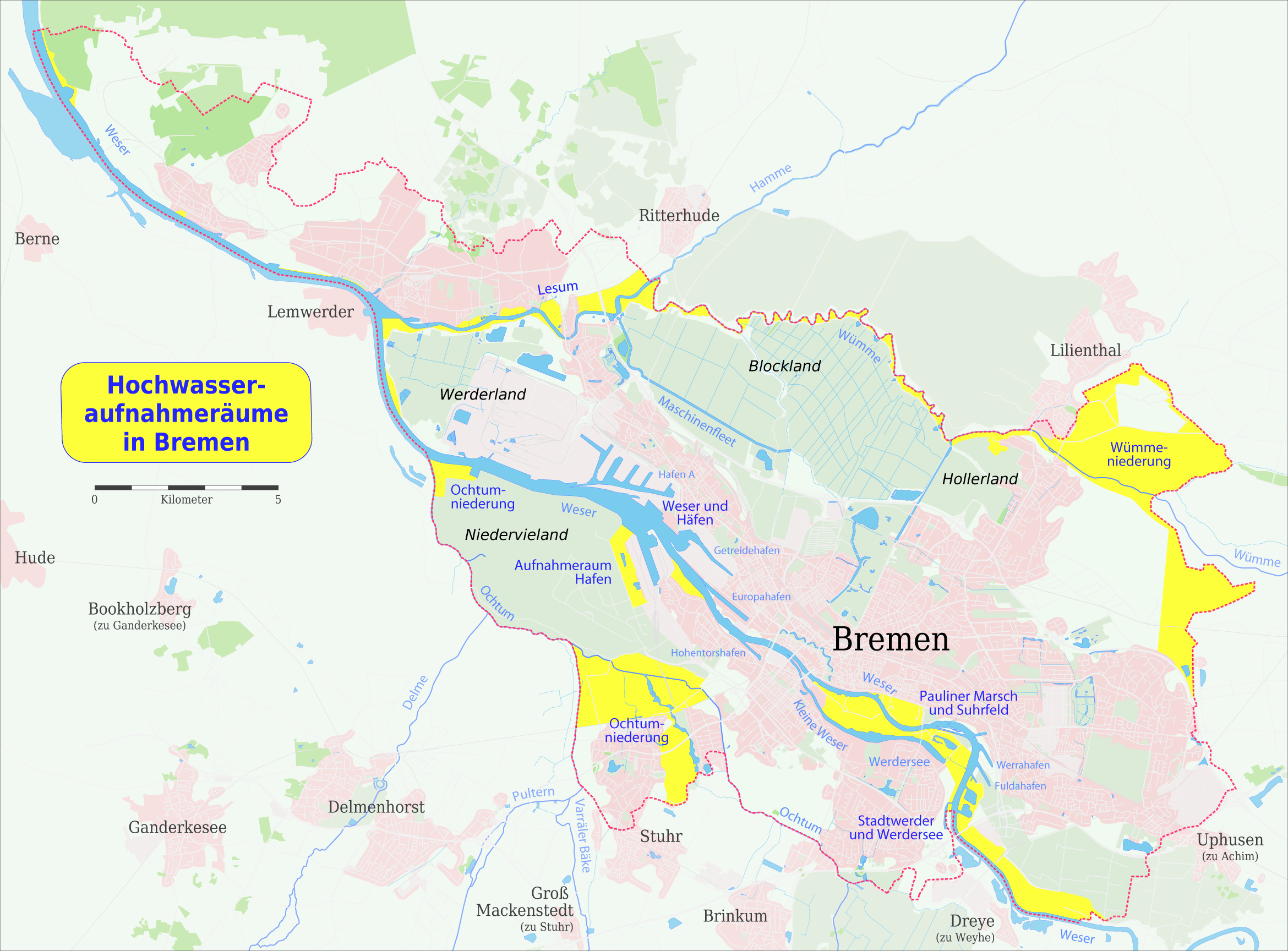
Die aktuell vorgesehenen Überfüllungsgebiete (gelb) in Bremen.

Am 21. April 1983 wurde – von den vorherigen Reparatur- und Sicherungsarbeiten abgesehen – damit begonnen, das tief eingegrabene Bett der „Neuen Weser“ östlich der Werderbrücke wenigstens teilweise wieder zu verfüllen. Lastkraftwagen transportierten in den nächsten Monaten rund 125.000 Kubikmeter Erde in das Areal. Es handelte sich um Aushub aus dem Krimpelsee, der auf den Gemarkungen der Obervielander Ortsteile Habenhausen und Kattenturm liegt. Damit gelang es, die Erosionsrinne zu etwa zwei Dritteln zu füllen. Die Zukunft der „Neuen Weser“ war zunächst dennoch mehrere Jahre unklar. Während das Wasserwirtschaftsamt Bremen beispielsweise Ende Mai 1983 zunächst das Ergebnis des Gutachtens des Franzius-Instituts abwarten wollte, gingen Naturschutzexperten davon aus, dass der für Flora und Fauna interessante Lebensraum ungeachtet der hochwasserschutzstrategischen Überlegungen erhalten werden könne. Die durch den Weserdurchbruch geschädigten Landwirte wiederum traten dafür ein, die „Neue Weser“ wieder zuzuspülen, um die verlorengegangene Anbaufläche zurückzugewinnen. Hermann Cordes, Professor für Vegetationskunde und Naturschutz an der Universität Bremen, erläuterte, am Rande des Gewässers hätten sich relativ rasch bemerkenswerte Pflanzenarten eingestellt. Es handle sich vor allem um solche Spezies, die früher zur gewöhnlichen Flora großer Urstromtäler gezählt hätten. Auch aus ornithologischer Sicht waren die Flachwasserzonen auf dem Hastedter Bulten interessant, da sie zahlreiche Nahrungsgäste anzogen – beispielsweise Reiher und Strandläufer. Cordes erklärte, man müsse das Gebiet nicht unbedingt als Naturschutzgebiet ausweisen. Denkbar sei auch, es als bemerkenswerte Landschaftsformation und Naherholungsgebiet ohne besonderen Schutzstatus zu erhalten. Auch Hans-Dieter Bücken, Leiter des Wasserwirtschaftsamtes, sagte, es sei höchst unwahrscheinlich, dass die „Neue Weser“ aus Gründen des Hochwasserschutzes weichen müsste. Mit Holger Schmidt gab der Sprecher des Obervielander Ortsbeirates jedoch zu bedenken, dass durch die „Neue Weser“ privater Grundbesitz beeinträchtigt worden sei. Daher sei der Wunsch der Landwirte nach Wiederherstellung des ursprünglichen Zustandes nur allzu verständlich. Ferner seien der Erhalt der „Neuen Weser“ sowie der Bau einer naturschutzfreundlichen Zuleiteranlage nur schwerlich gemeinsam zu realisieren.
Während des Weserdurchbruchs 1981 hatte sich der Werdersee in seiner damals angedachten Schutzfunktion als nahezu wirkungslos erwiesen: Zwar bewahrte er die Neustadt vor Sturmfluten, vermochte aber nicht, Habenhausen vor Binnenhochwassern der Mittelweser zu sichern. Dieser Umstand, die ohnehin bereits teilweise erfolgte Remodellierung der Deiche sowie die noch immer als Fremdkörper angesehene „Neue Weser“ und die Frage des Umgangs mit letzterer waren schließlich ausschlaggebend dafür, dass eine großräumige Umgestaltung des Gebietes beschlossen wurde. Das ganzheitliche und naturnahe Konzept sollte eine erneute Katastrophe dieser Art verhindern und zielte auf einen kontrollierteren Ablauf etwaiger Fluten. Als augenscheinlichste Maßnahme wurde der noch immer trockene Werdersee um 1,07 Kilometer über die Werderbrücke hinaus gen Osten verlängert, um das Bauwerk vor unkontrollierter Unterspülung zu schützen und anströmenden Binnenhochwassern rascher eine Auffangmöglichkeit zu bieten. Eine Vertiefung des Sees im Bereich der Brücke sollte strömendes Wasser zudem von den Fundamenten fernhalten. Großflächig wurde das östliche Bassin des Überfüllungsgebietes erhöht, um die Strömungsgeschwindigkeit übertretenden Weserwassers zu verlangsamen. Die Wehrstraße wurde in ihrem alten Verlauf wieder aufgelegt und passiert nun den Werdersee unmittelbar an seinem östlichen Ende. Hier mündet zudem der neue Zuleiter in den See, der oberhalb des Oberweser-Segelvereins am linken Ufer der Weser abzweigt und über 738 Meter die Versorgung des Sees mit Frischwasser und Zirkulation garantiert. Der leicht gewundene Kanal verfügt über künstliche Stromschnellen, wurde – anders als sein Vorgänger – weit entfernt jedes Winterdeiches angelegt, ist an zwei Sommerdeichpassagen mit Schützen versehen und als Ausgleichsmaßnahme für Bauarbeiten im Hafengebiet sehr naturnah gestaltet. Ein entscheidender Eingriff im Rahmen der Umgestaltung war auch die Entfernung der Landbrücke am westlichen Ende des Werdersees, die ihn von der Kleinen Weser trennte. Der Deichschartweg führt seitdem über eine schon 1981 geforderte (siehe: Abschnitt Kritik) Brücke für Fußgänger und Radfahrer, unter der die beiden Gewässer vollständig miteinander verbunden wurden. Sie bilden nun von der Wehrstraße bis zur Mündung in die Weser in der Innenstadt an der Bürgermeister-Smidt-Brücke ein 5,7 Kilometer langes, durchgehendes linkes Fließgewässer. Dadurch können potentiell übergetretene Hochwasser aus der Mittelweser ungehindert in die Unterweser abfließen. 1987 schließlich wurde der Werdersee wieder geflutet, seitdem fungiert er als eines der größten zusammenhängenden und das am stärksten frequentierte Naherholungsgebiet der Stadt.

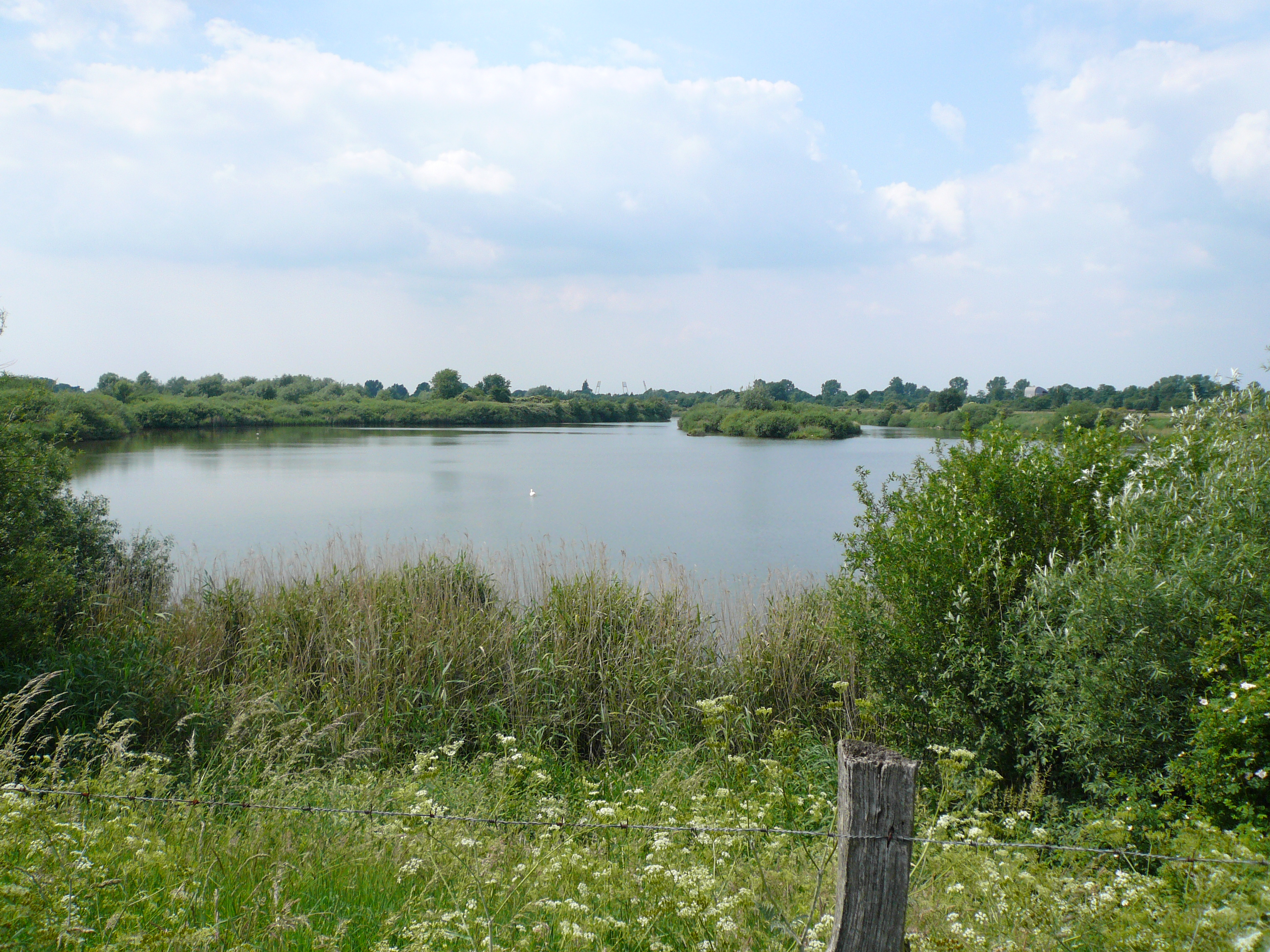
Der durch den Weserdurchbruch vor Habenhausen 1981 entstandene See im Naturschutzgebiet „Neue Weser“ mit Blickrichtung Westen im Mai 2007.

Die Wassermassen der Flut im März 1981 erodierten Marschboden und Sandschichten, lagerten sie um und schufen einen Flickenteppich unterschiedlichster Bodenarten, der vielfältige Nischen für Pflanzen mit differenten Ansprüchen bietet. Wie von Hermann Cordes bereits 1983 vorhergesehen, bot sich Naturschützern so die Möglichkeit, ein kleines Areal lebendiger Flussdynamik inmitten der Stadt zu konservieren. Der im Hochwasserbett verbliebene See wurde ökologisch umgestaltet. Einzelne Uferbereiche flachte man ab und um das Reservoir herum wurde eine Pufferzone eingerichtet, die eine zu hohe Eutrophierung aus den umgebenden landwirtschaftlichen Nutzflächen verhindern sollte. Schließlich wurden der See und umliegende Grünflächen am 28. Dezember 1988 als 34,8 Hektar großes Naturschutzgebiet „Neue Weser“ ausgewiesen. Das Gebiet ist der natürlichen, von Menschen und Weidevieh unbeeinflussten Vegetationsentwicklung überlassen, die wissenschaftlich begleitet wird. Es beherbergt heutzutage eine abwechslungsreiche Naturlandschaft mit zahlreichen Lebensräumen wie etwa Röhrichten, Grünland, Hochstaudenfluren, Flutrasen, Stillgewässern, naturnahen Auen-Gebüschen und Bäumen und ist als Europäisches Vogelgebiet ausgewiesen. Als solches besitzt es sowohl für Zug- als auch für Brutvögel große Bedeutung. So leben dort beispielsweise zahlreiche Entenarten und Graureiher und auf einem künstlichen Ponton nisten Fluss-Seeschwalben. Der Wasserkörper wird durch Uferfiltrat aus der Weser gespeist und entwässert durch Ableitungsrohre in die Unterweser. Im Sommer herrscht keine stabile Temperaturschichtung vor.
Schon am 11. Juni 1981 hatte Oberbaurat Winfried Reiner vom Wasser- und Schifffahrtsamt auf einer öffentlichen Sitzung des Ortsbeirates Obervieland eingeräumt, dass das Weserwehr nicht mehr den damals aktuellen DIN-Normen entspräche. Bei Neubauten müssten nach 1981 gültigen Sicherheitsstandards drei voneinander unabhängig steuerbare Durchflussöffnungen vorhanden sein, so dass bei Schäden an einem Wehr der größte Teil des Hochwassers noch immer über die beiden anderen abfließen könne. Eine der zweckmäßigsten Lösungen im Rahmen der Neuregelung des Hochwasserabflusses in Habenhausen war daher eine Modernisierung beziehungsweise ein Neubau – in jedem Fall aber eine Kapazitätserhöhung des Wehres. 180 Meter flussabwärts des alten Standortes entstand letztlich ab 1989 ein neues Weserwehr, dessen Kosten sich – zusammen mit der neuen Schleusenanlage – auf etwa 287,5 Millionen beliefen. Am 10. Juni 1993 wurde es in Betrieb genommen. Das neue Leitkonzept für Binnenhochwasser ist für einen Weserabfluss von bis zu 4200 Kubikmeter pro Sekunde ausgelegt – dieser Wert entspricht dem Flutereignis im Februar und März 1881 und hat eine Eintrittshäufigkeit von 600 Jahren. 3400 m³ davon sollen über das Wehr abfließen und die restlichen 800 m³ über das so genannte „Hochwasserabflussgerinne“, das sich aus Werderseezuleiter, Werdersee und Kleiner Weser zusammensetzt.

### Kritik
Die kritischen Äußerungen im Nachgang des Weserdurchbruches von 1981 zielten im Wesentlichen auf das damals bestehende – und von vielen Kommentatoren rückblickend als mangelhaft eingestufte – Hochwasserleitkonzept sowie auf das Verhalten der politischen Entscheidungsträger.
Bereits am 16. März meldete sich Johann Dreyer, Vorsitzender des Landesverbandes der Gartenfreunde Bremen, zu Wort. Er kritisierte, dass am westlichen Ende des Werdersees der Deichschartweg über einen Damm gelegt worden war. Dreyer bevorzugte eine Brücke mit einem kleinen Wehr, anstatt nur den vorhandenen schmalen Durchlass. Der Funktionär räumte allerdings ein, dieses technische Problem nur als Laie beurteilen zu können. Wilhelm Mahrtens war Dezernent der Wasser- und Schifffahrtsdirektion Nordwest und als solcher zuständig für den Jade-Weser-Raum. Er führte am 21. März den „verspäteten“ Bruch des Bootshafendeiches nicht auf den Wasserdruck aus Richtung Mittelweser zurück, sondern vielmehr auf die rückwärtsschreitende Erosion im Überschwemmungsgebiet. Möglich gewesen sei diese vor allem, da im Bereich der unterspülten Wehrstraße lockeres Ackerland in vergleichsweise feste Weiden umgewandelt worden war, was ihm zufolge nie hätte geschehen dürfen. Der gepflügte Boden habe dem Wasser wesentlich bessere Möglichkeiten geboten, sich tief einzugraben. Darüber hinaus sei das Hochwasser keineswegs eine Folge der Funktionsunfähigkeit eines der Wehrkörper. Mahrtens hielt vielmehr die Überlaufmulden zwischen Werraweg und Bullenwerder für eine gravierende Fehlplanung. Ohne sie hätte die erste Flutwelle ihren vorprogrammierten Weg durch die Flutrinne zum Werdersee genommen. Schon der frühere Strombaudirektor Ludwig Plate habe die Anlage der Kleingartengebiete im hochwassergefährdeten Bereich kritisiert, so Mahrtens. Aus Archivunterlagen gehe hervor, dass die Verantwortlichen bereits 1928 gefordert hatten, im Wasserabflussgebiet keine Parzellen zu bauen. Bausenator Bernd Meyer antwortete darauf am 23. März mit den Worten: „Es gibt jetzt weitaus wichtigere Dinge, als Schuldfragen zu erörtern.“
Auf der außerordentlichen Mitgliederversammlung des Kleingartenvereins Hastedter Bulten am 29. März zeigten sich mehrere Diskussionsteilnehmer enttäuscht und verärgert ob der Abwesenheit des Deichhauptmannes zu Beginn der Ereignisse. Der Vereinsvorsitzende Ludwig Meyer kritisierte das „menschliche Unvermögen“ und die Unfähigkeit, den defekten Wehrkörper rechtzeitig wieder in Betrieb zu nehmen. Schon im Januar hätten die Behörden als Ausgleichsmaßnahme für einen geregelten Abfluss der Oberweser durch die Werdersee-Rinne sorgen müssen. „Hanseatischer Kaufmannsgeiz“ habe zudem verhindert, dass der Deichschartweg als Brücke gestaltet worden sei. Dabei habe man am falschen Platz gespart, denn der Sommerdeich an der Werderbrücke hätte nur brechen und den gewaltsamen Rückstrom in die Weser verursachen können, weil das eigentlich in der vorgesehenen Flutrinne bereits weiter geflossene Wasser durch den befestigten Deichschartdamm zurückgestaut worden sei. Meyer resümierte: „Der Werdersee hat seine erste Belastungsprobe nicht bestanden.“ Wer den Kleingärtnern Vorwürfe mache, müsse auch diejenigen zur Rechenschaft ziehen, die für den Hastedter Bulten Baugenehmigungen erteilt hätten. Vermutlich von Meyer in seiner Meinung bestärkt, brachte Johann Dreyer das Thema am 6. Mai auf einer Sitzung des Ortsbeirates Neustadt noch einmal zur Sprache.
Auf der öffentlichen Sitzung des Ortsbeirates Obervieland am 11. Juni erneuerte dann auch Meyer seine Kritik: Der das Hochwasser zusätzliche aufstauende Deichschartweg-Damm und der Winterdeich-Knick an der Werderbrücke seien die Ergebnisse „katastrophaler Fehlplanungen“ gewesen. Es sei möglich, dass aus Sparsamkeit eine lediglich behelfsmäßige Hochwasserabführung konzipiert worden ist. Während der Sitzung äußerten auch Mitglieder des Kleingartenvereins Fresenbulten die Befürchtung, von zukünftigen Fluten betroffen zu sein. Die Sicherheit ihrer Gärten sei bereits bei der nächsten sommerlichen Sturmflut gefährdet. Infolge der damals nicht einmal zwei Jahre zurückliegenden Inbetriebnahme der Sperrwerke an Lesum, Hunte und Ochtum könne das Weserwasser signifikant höher auflaufen als bisher und über die (zum Zeitpunkt der Sitzung noch nicht geschlossene) Schadstelle an der Werderbrücke ungehindert die Lauben erreichen. Oberbaurat Winfried Reiner vom Wasser- und Schifffahrtsamt machte ihnen jedoch nur wenig Hoffnung auf rasche Abhilfe. Die Wiederherstellung eines sowohl bei Mittelweserhochwassern als auch bei Sturmfluten aus der Gegenrichtung überströmungssicheren Deiches koste vier Millionen D-Mark. Diese Ausgabe sei erst zu rechtfertigen, wenn die Modellversuche entsprechende Ergebnisse erbracht hätten. Darüber hinaus konterte Reiner Kritik an einer angeblich zu späten Reparatur des Weserwehres. Man hätte nach dem Defekt im November 1980 unverzüglich mit der Instandsetzung begonnen, habe aber nur bis Weihnachten arbeiten können, weil dann der Winter und der hohe Wasserstand jede weitere Tätigkeit am Wehr aus Sicherheitsgründen vereitelt hätten. Er äußerte weitergehend die Vermutung, dass die Bulten mit den Kleingartengebieten selbst mit vollständig intaktem Wehr während des März-Hochwassers vermutlich überspült worden wären.